# Ангулем
Ангуле́м (фр. Angoulême) — город во Франции, центр департамента Шаранта и епископства Ангулемского, в 134 км к северу от Бордо. Расположен на пологой возвышенности между реками Шарантой и Ангиен). Население — 43 181 человек (1999).

## История

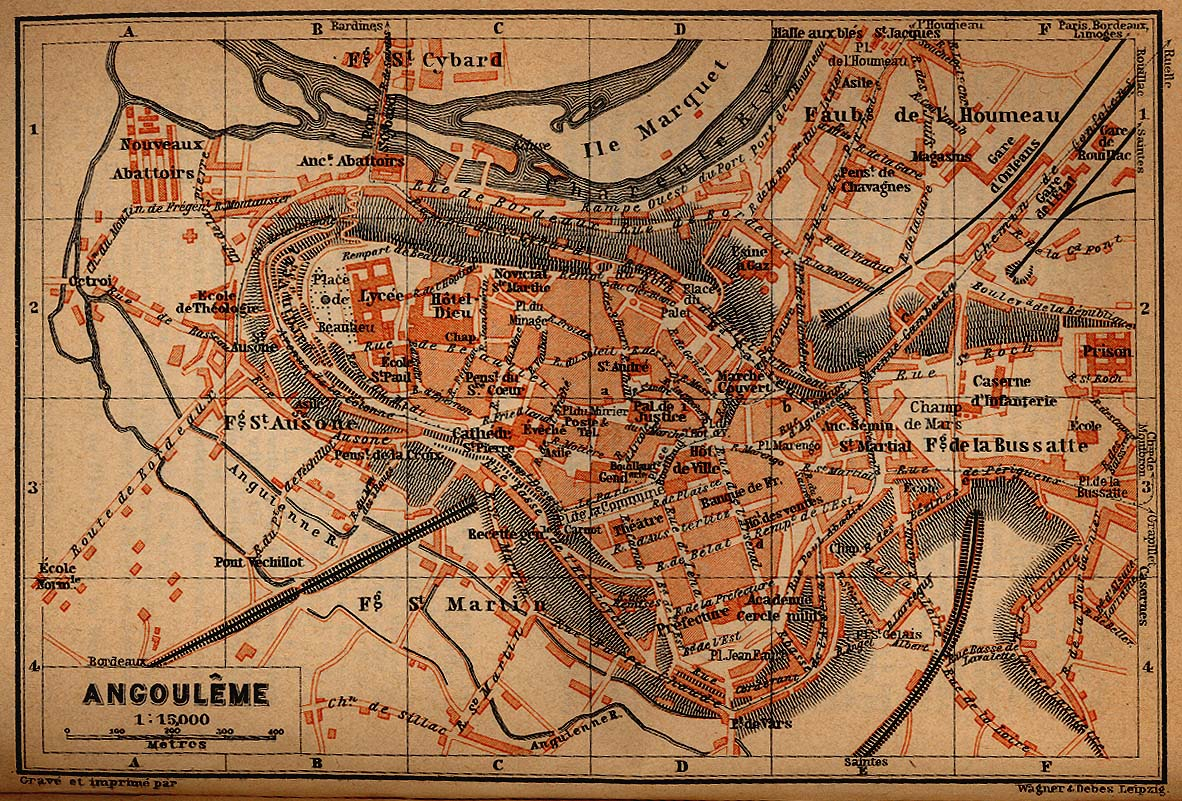
Карта города 1914 года

Ангулем стоит на месте древней Inculisma в Аквитании. С 379 года эта колония была местопребыванием епископа (в честь первого, Святого Авсония, в городе расположены церковь и аббатство), а впоследствии переименована в Ecolisma или Encolisma. Хлодвиг в 507 году отнял её у вестготов и заложил в ней кафедральный собор. Уже в то время это был довольно значительный город, обнесённый крепостной стеной, а в следующие столетия Ангулем играл важную роль в военной истории. В IX веке город разграбили норманны.
Местность, в которой лежит Ангулем, называлась прежде Ангумуа и в старину, c IX века, была графством. Мужское колено графов Ангумуа пресеклось в 1218 году со смертью Эмара Тайльфера; графство через наследницу по женской линии, Изабеллу (вторую жену Иоанна Безземельного), перешло к дому Лузиньян.

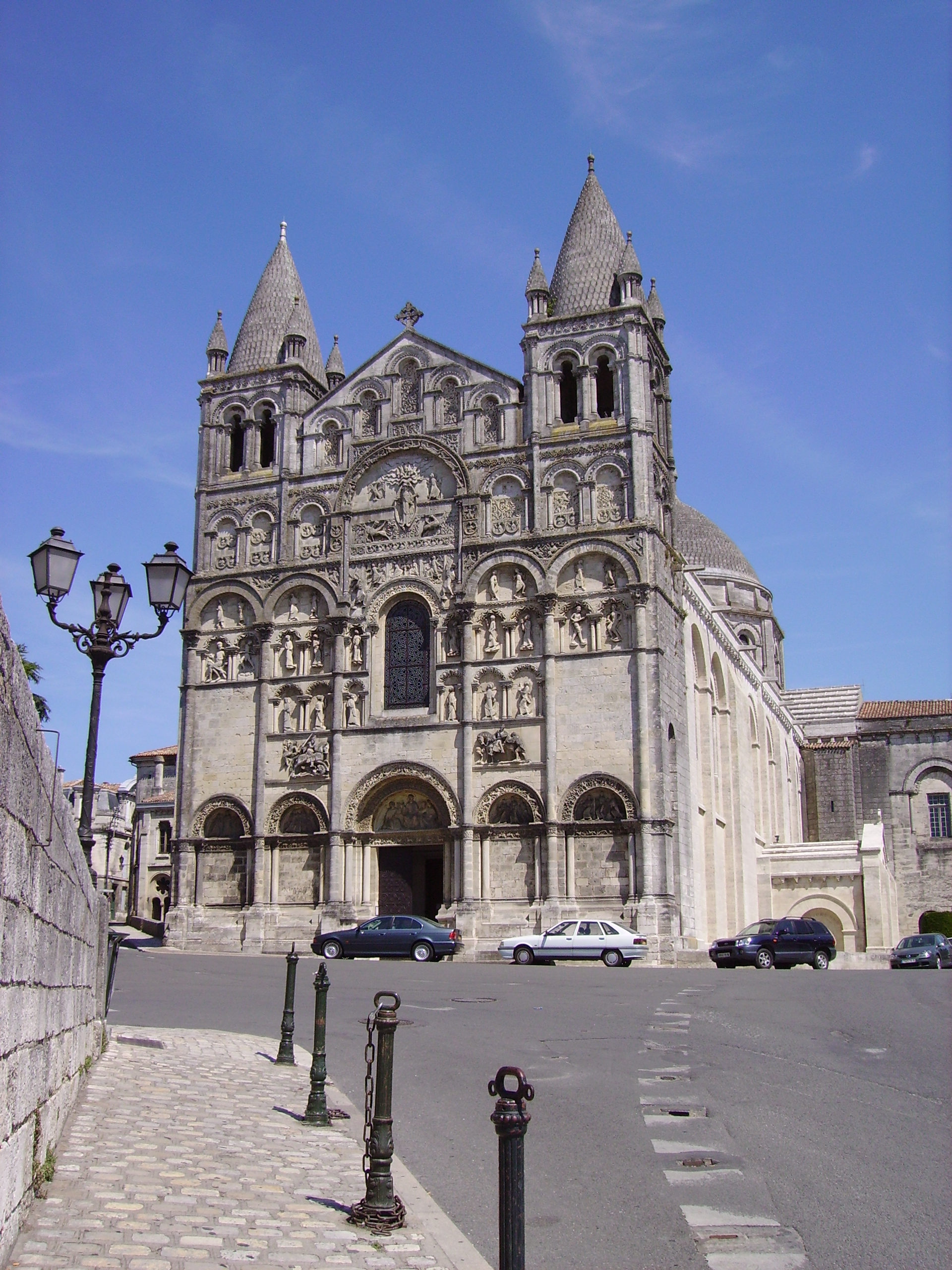
Ангулемский собор

В 1302 году, когда Гуго XIII Лузиньян скончался без наследников в мужском колене, Филипп Красивый присоединил это графство к своим владениям, и с тех пор оно составляло удел с графским титулом для членов королевского дома (исключая период 1360—1373, когда город принадлежал англичанам). C 1394 года Ангулем — удел герцогов Орлеанских, младшей ветви династии. Так, младший сын Людовика Орлеанского, Жан, был графом Ангулемским, а внук его вступил на престол под именем Франциска I. Последний в 1515 году переименовал это графство в герцогство и отдал его в удел матери, Луизе Савойской. К этому времени «герцогство», прочно удерживаемое королём, оставалось таковым лишь номинально.
Титул герцога Ангулемского носил третий сын Франциска I, Карл (умер в 1545 году), которому в качестве зятя Карла V выпало на долю заключить мир между Францией и Испанией. Карл IX до своего восшествия на престол также носил титул герцога Ангулемского. Здесь в 1619 году был заключён Ангулемский договор между королевой Марии Медичи и её сыном, королём Франции Людовиком XIII Справедливым, положивший конец гражданской войне во Франции.
Последним герцогом Ангулемским стал Луи-Антуан (1775—1844), в 1830 году правивший под именем Людовика XIX несколько минут.

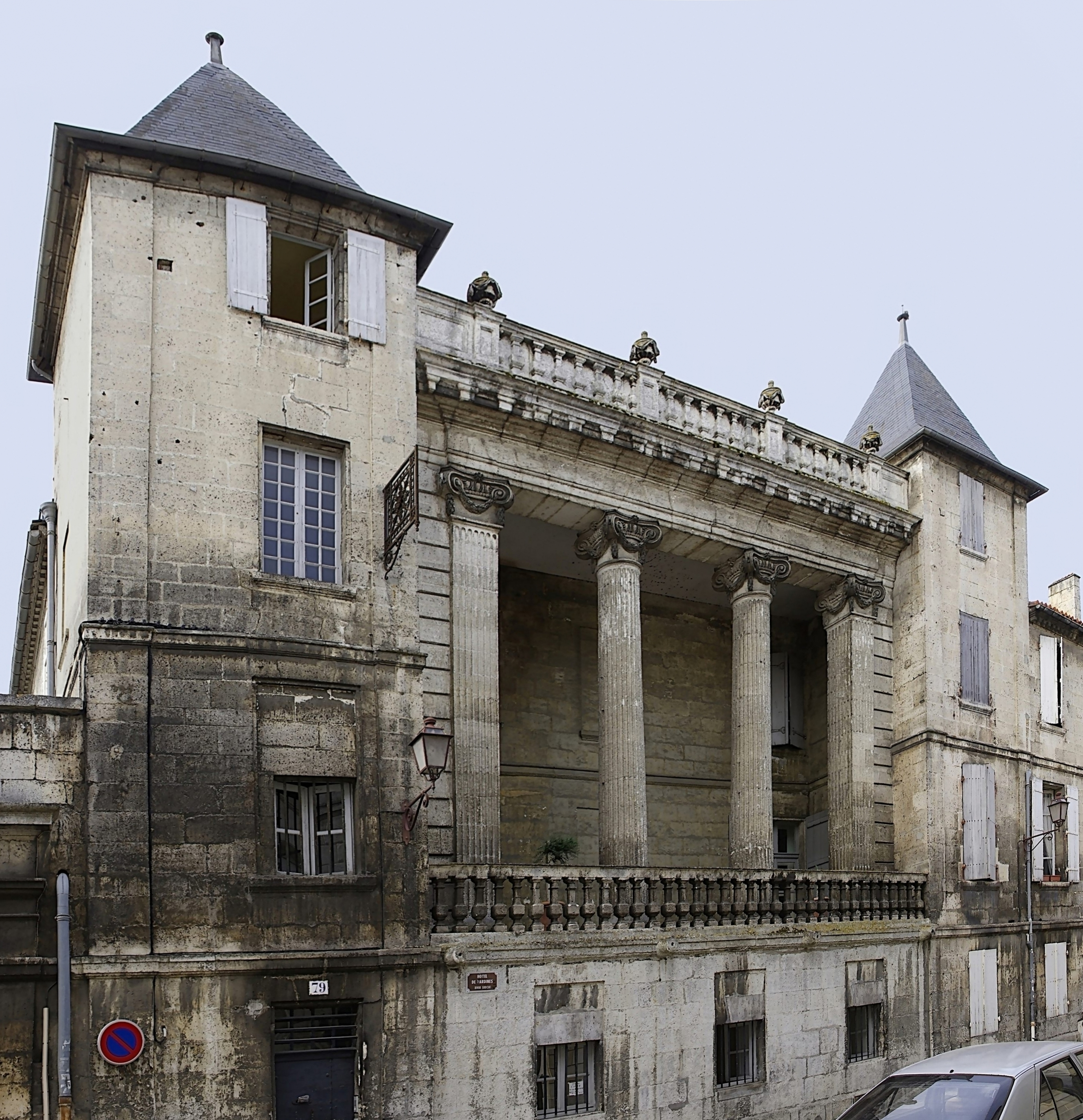
Hôtel de Bardines (79 rue de Beaulieu) возможно построен Валлен-Деламотом в 1782 г.

В Ангулеме родился поэт Меллен де Сен-Желе, родился и умер известный архитектор Ж.-Б. Валлен-Деламот — член-корреспондент Парижской Академии архитектуры, который в период с 1759 по 1775 годы работал в России, был профессором Академии художеств. В Ангулеме французским фотографом Луи Дюком дю Ороном сделана самая старая из сохранившихся цветных фотографий, которая датируется 1872 годом.
С XIV века в городе процветали бумажные мануфактуры, а впоследствии и типографии — благодаря круглогодичному наличию чистой воды практически постоянной температуры, поступающей из подземных рек. По данным ЭСБЕ, к концу XIX века в Ангулеме было «21 больших бумажных фабрик, заводы винокуренные, воскобелильные, кожевенные и оружейные. Торговля, средоточием которой служит предместье Гумо, ведется преимущественно бумагой, хлебом, вином, водкой, коноплею, льном, трюфелями, каштанами, мылом, солью, пробками, досками для бочек, железными и медными товарами. Неподалёку от города расположен Теруатский пороховой завод с 17 мастерскими, а в прекрасной Туврской долине, в 6 км от Ангулема, основанный в 1750 году большой пушечно-литейный завод, который может поставлять ежегодно до 680 орудий».
В 1903 году во время автогонки Париж-Мадрид, под Ангулемом погиб Марсель Рено — один из основателей Renault. В XX веке город был знаменит автогонками; кольцевая трасса по ангулемским бульварам, что разбиты на месте бывших крепостных валов — одна из трёх сохранившихся и действующих во Франции (после Монако и По).
В 1940 году после капитуляции Франции, Ангулем оказался к западу от границы между вишистской и оккупированной территориями. В 1944 году во время Нормандской операции, железнодорожная станция Ангулем (линия Бордо-Пуатье) подверглась массированным бомбардировкам.

## Достопримечательности Ангулема

### Ратуша

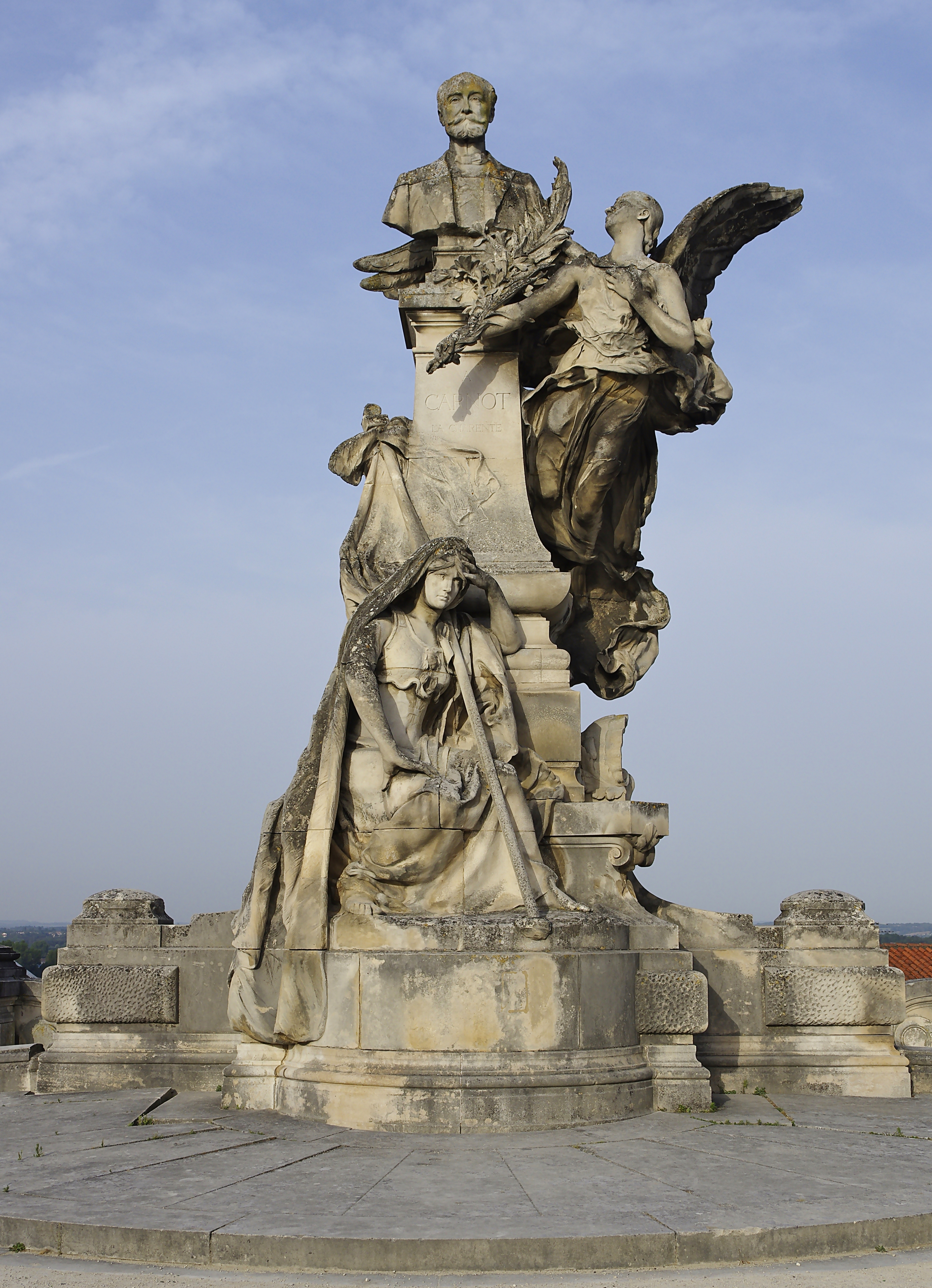
Памятник Карно работы Рауля Верле в Ангулеме, 1897

Здание ратуши было построено в неоготическом стиле архитектором Полем Абади. Период строительства длился в 1858—1868 годах. Раньше в этом месте был расположен бывший замок графов Ангулемских. От замковых строений осталась полигональная башня-донжон, построенная в XIII—XIV веках и круглая башня, постройка которой датирована XV веком. В этой башне родилась Маргарита Наваррская, сестра короля Франциска I. Ратуша расположена на Пляс-Буйо (фр. pl. Bouillaud).

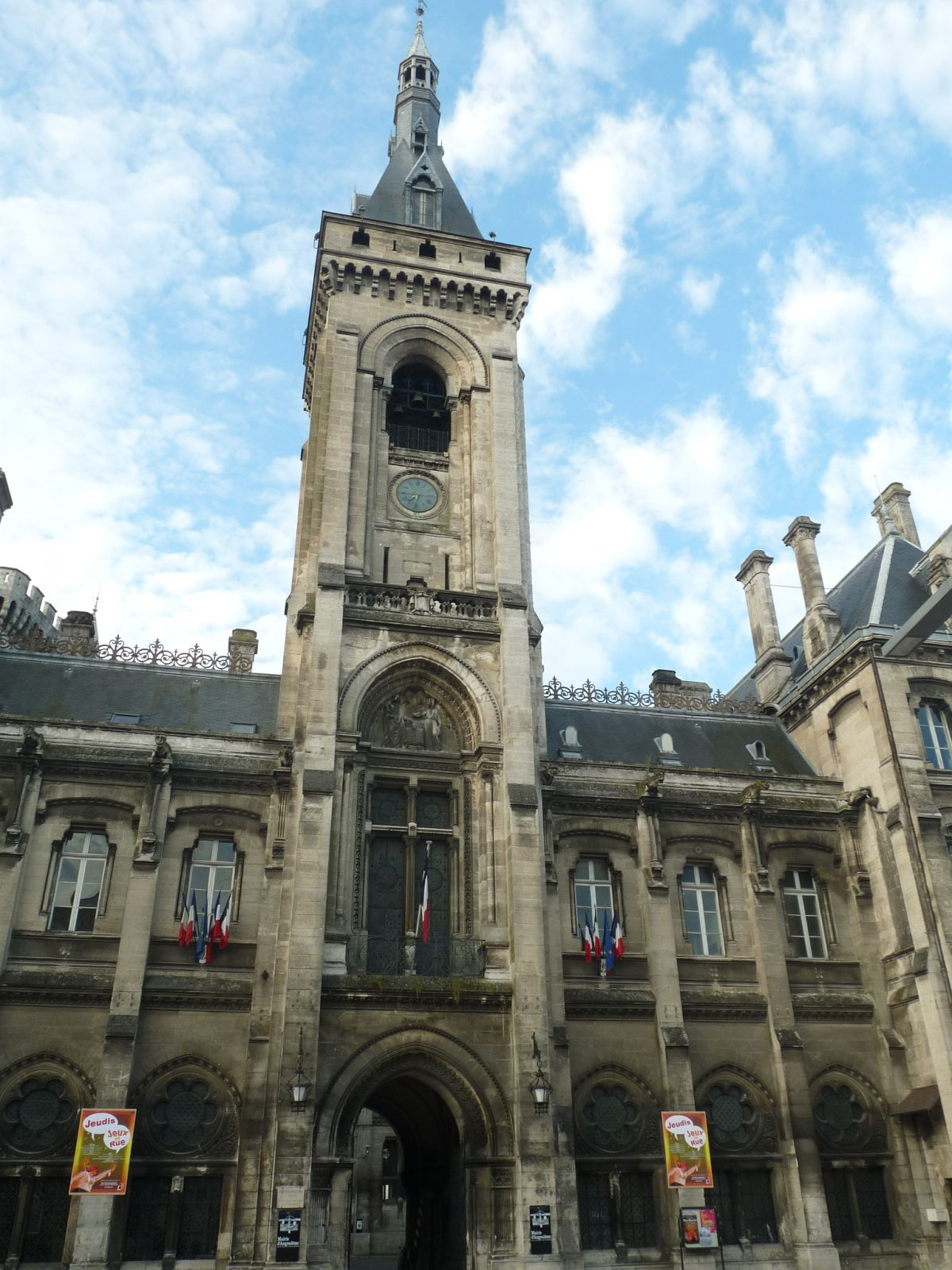
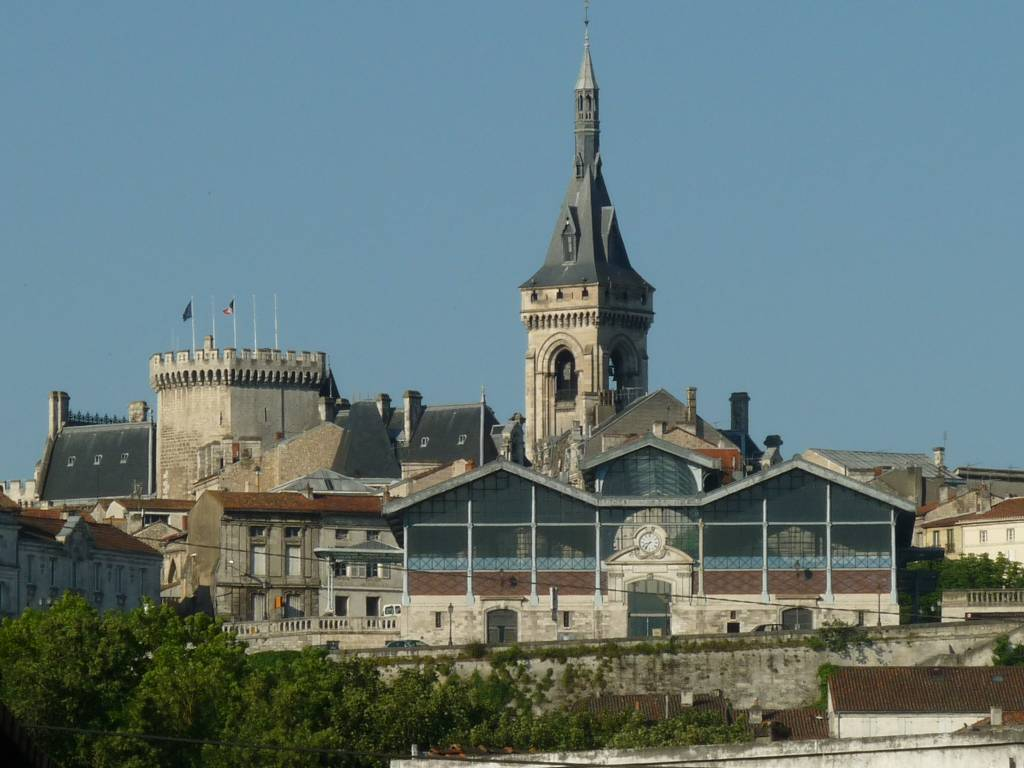
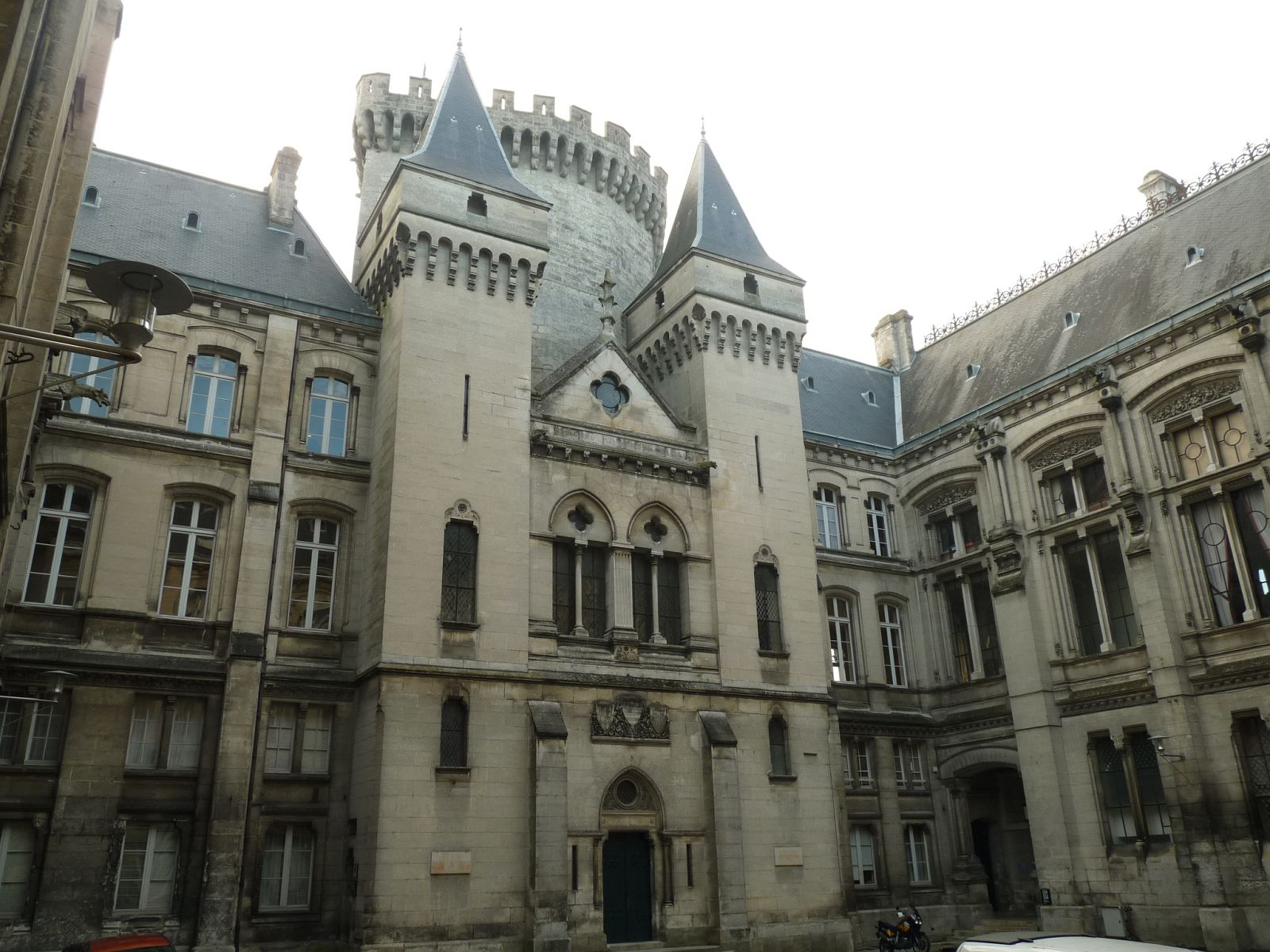
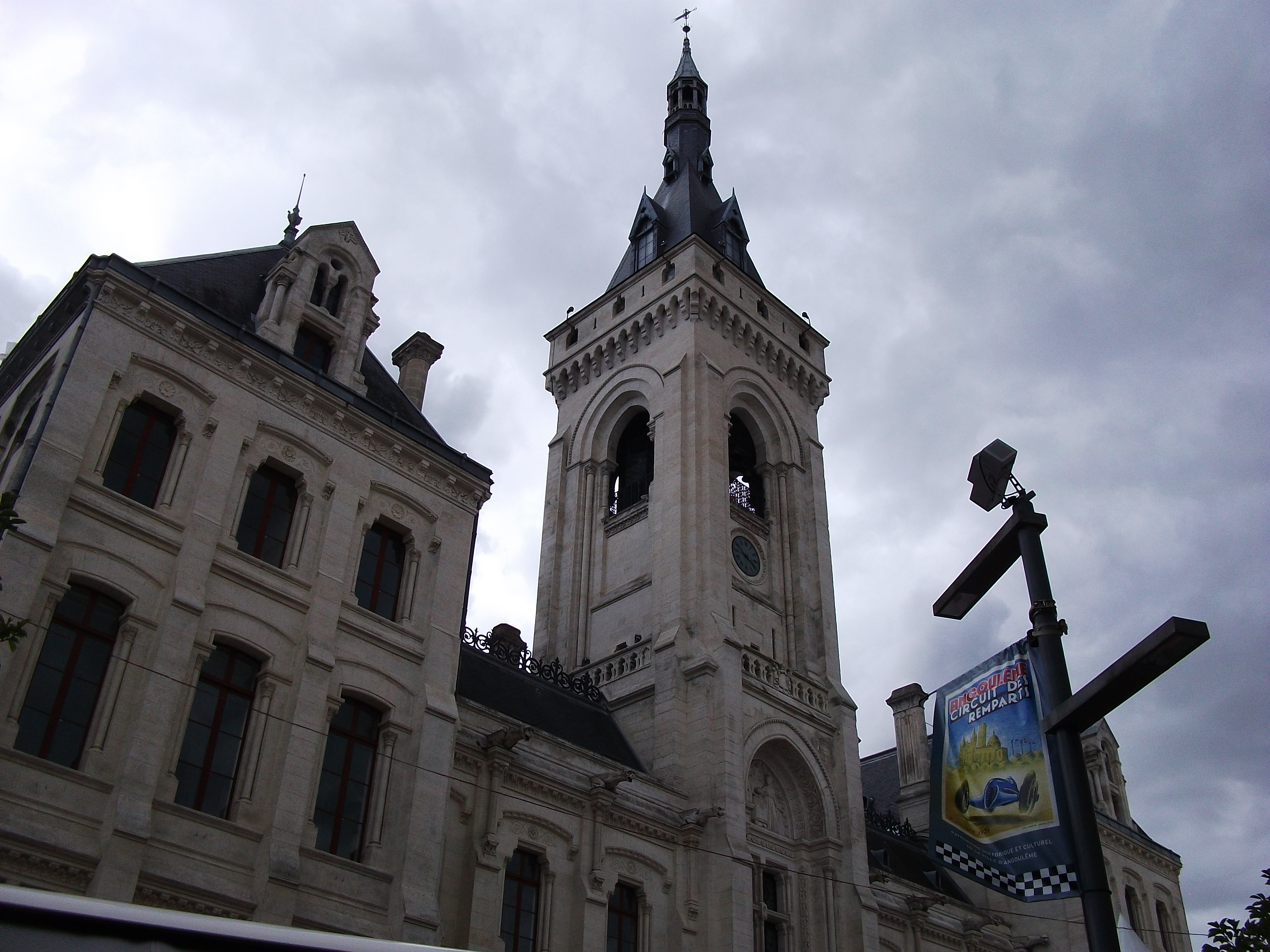
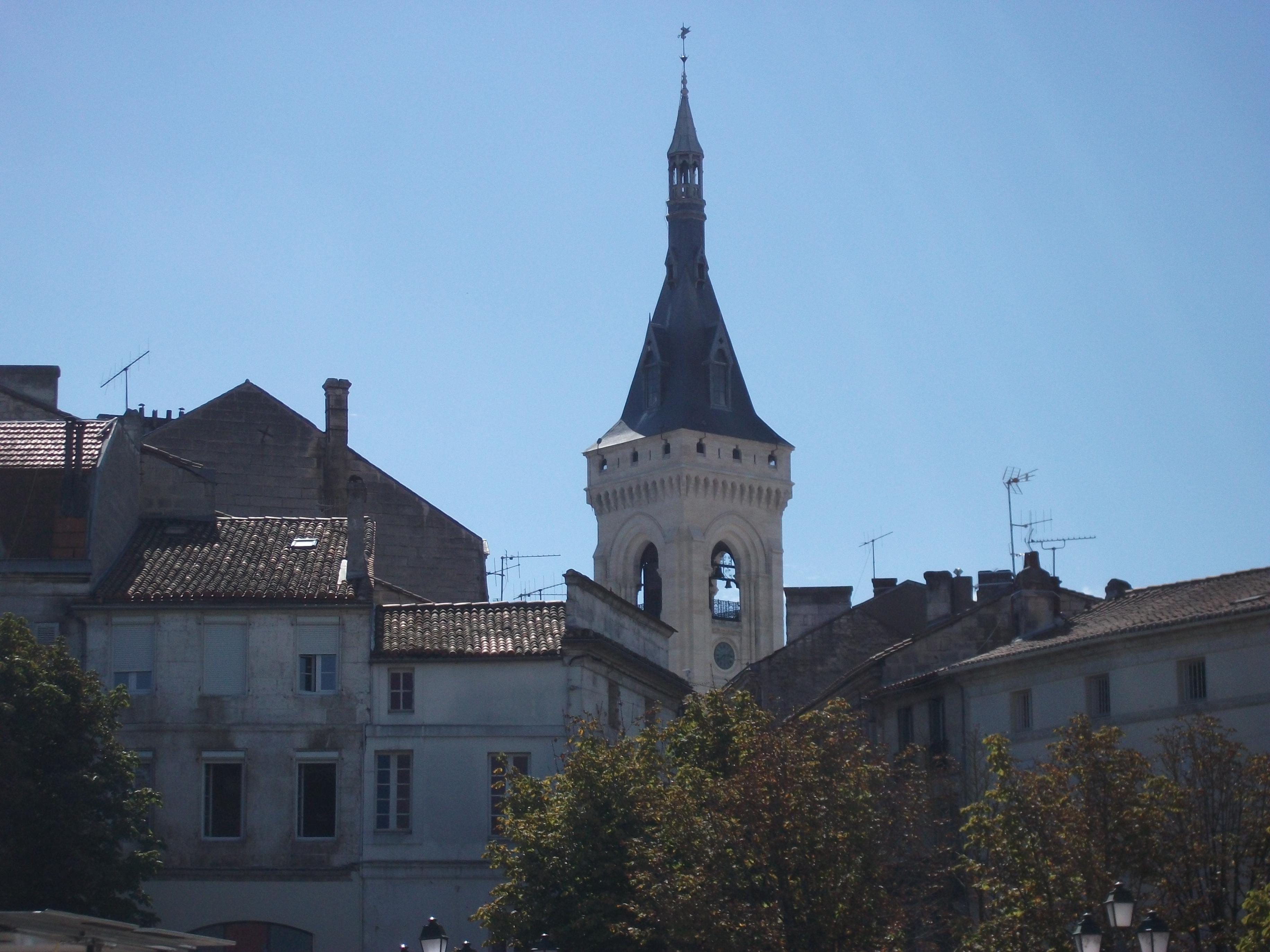
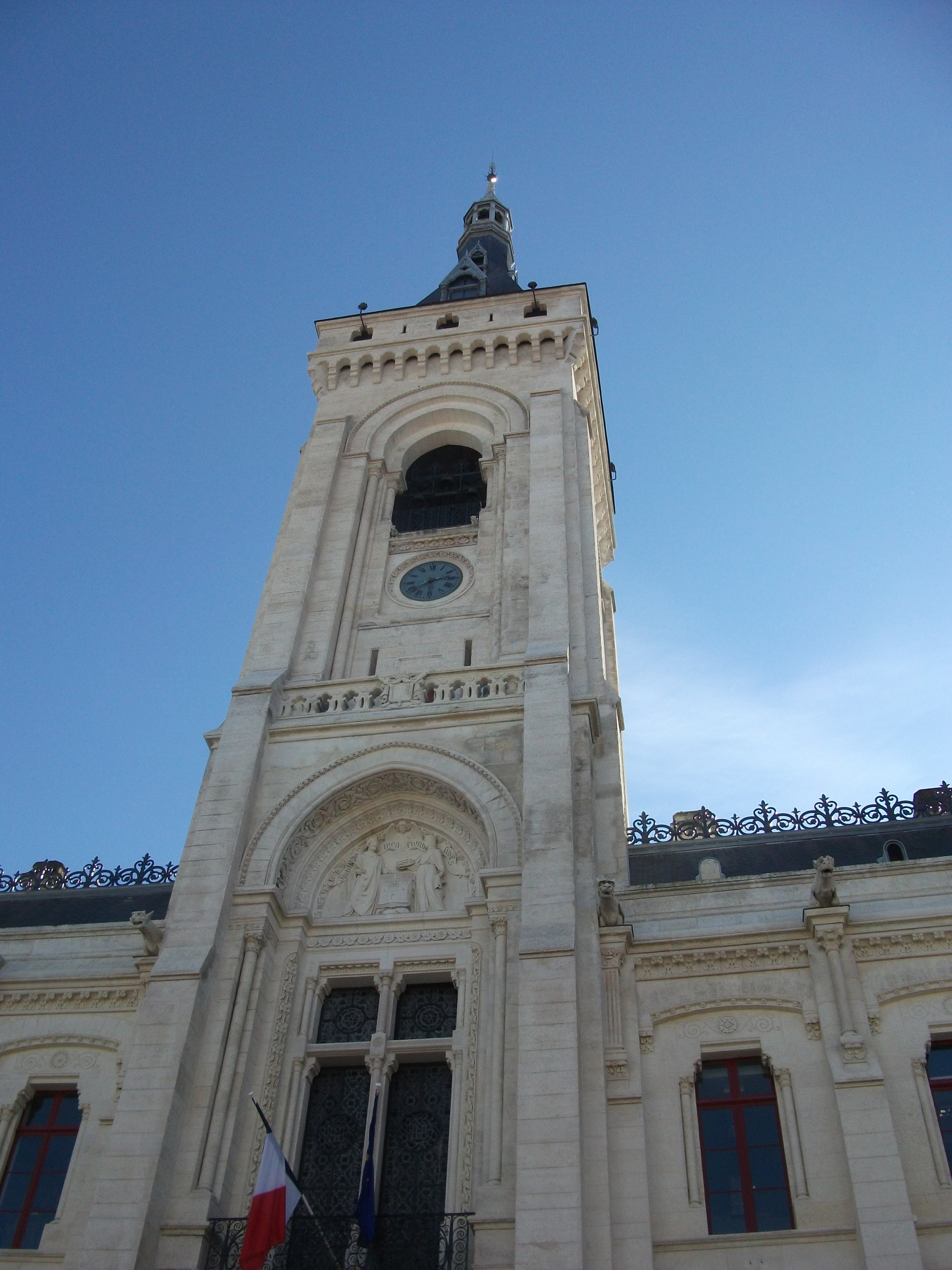

### Кафедральный собор Сен-Пьер
Строительство кафедрального собора Сен-Пьер (фр. Cathédrale Saint-Pierre d’Angoulême) датируется XII веком. В XIX веке его отреставрировали. Собор построен в стиле романской архитектуры и украшен 75 персонажами скульптурных композиций «Страшного суда» и «Христос во славе». Эти статуи располагаются в определённом порядке на медальонах и аркатурах. Высота колокольни составляет 59 метров. Четыре купола украшают неф.

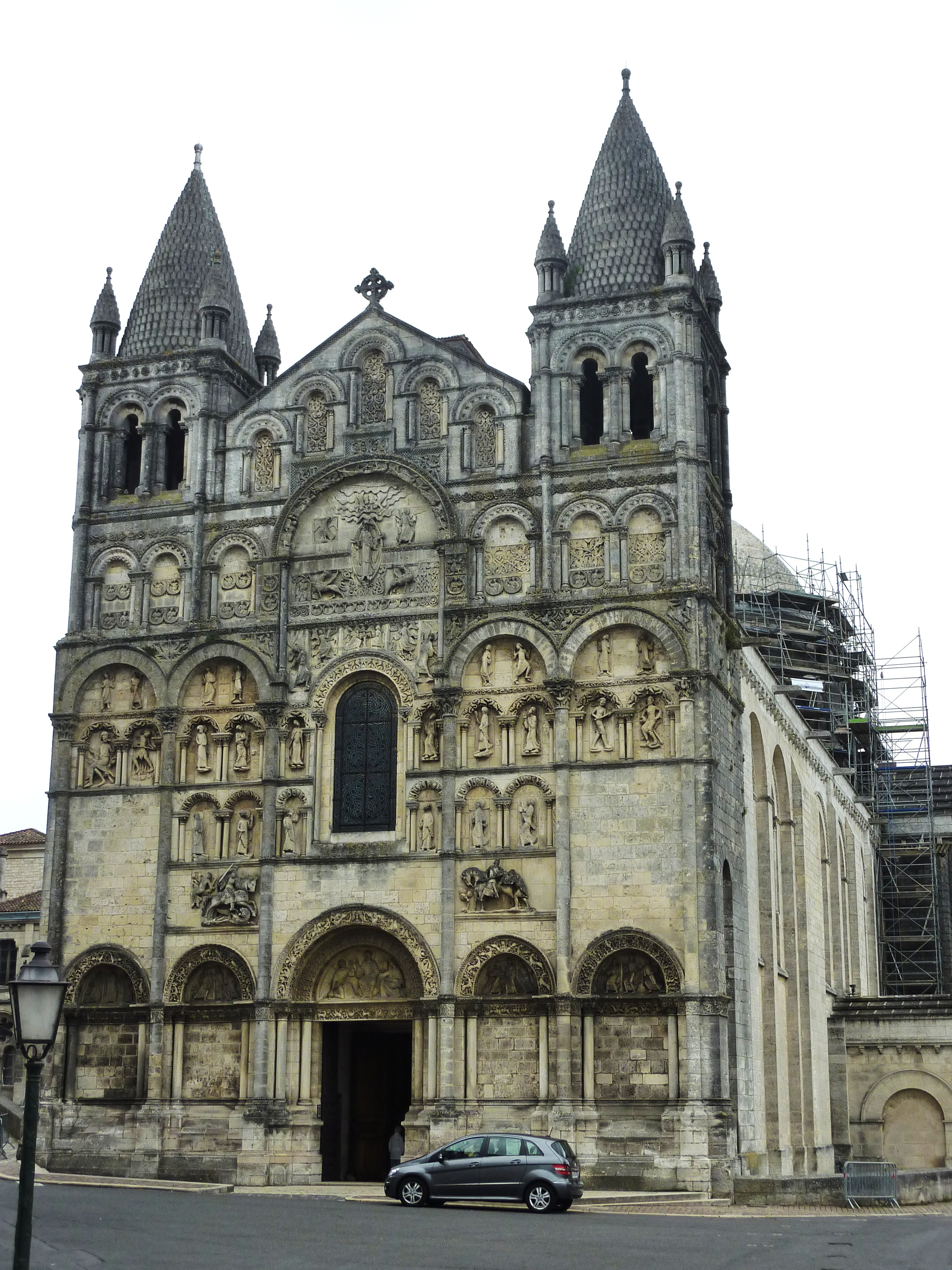
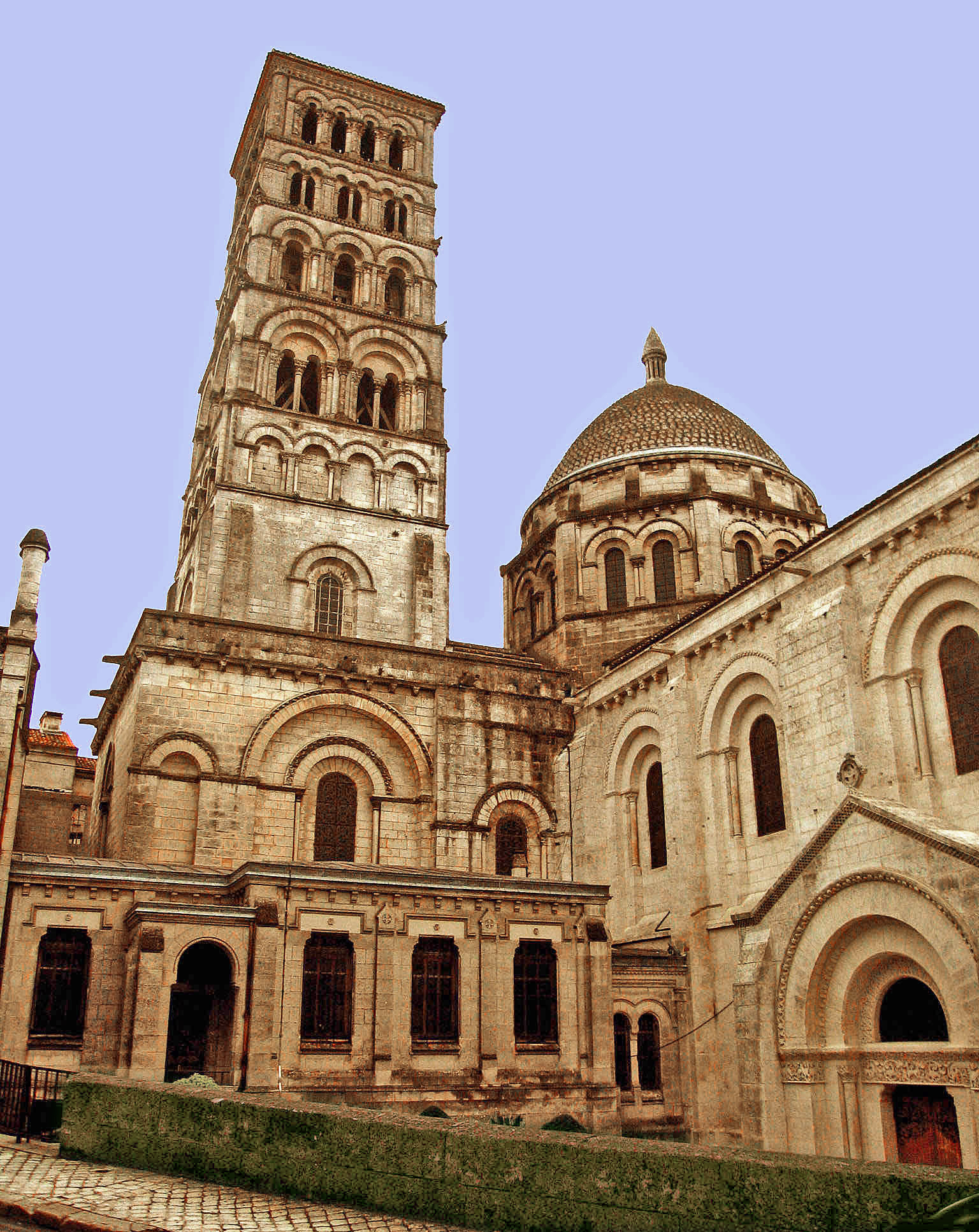
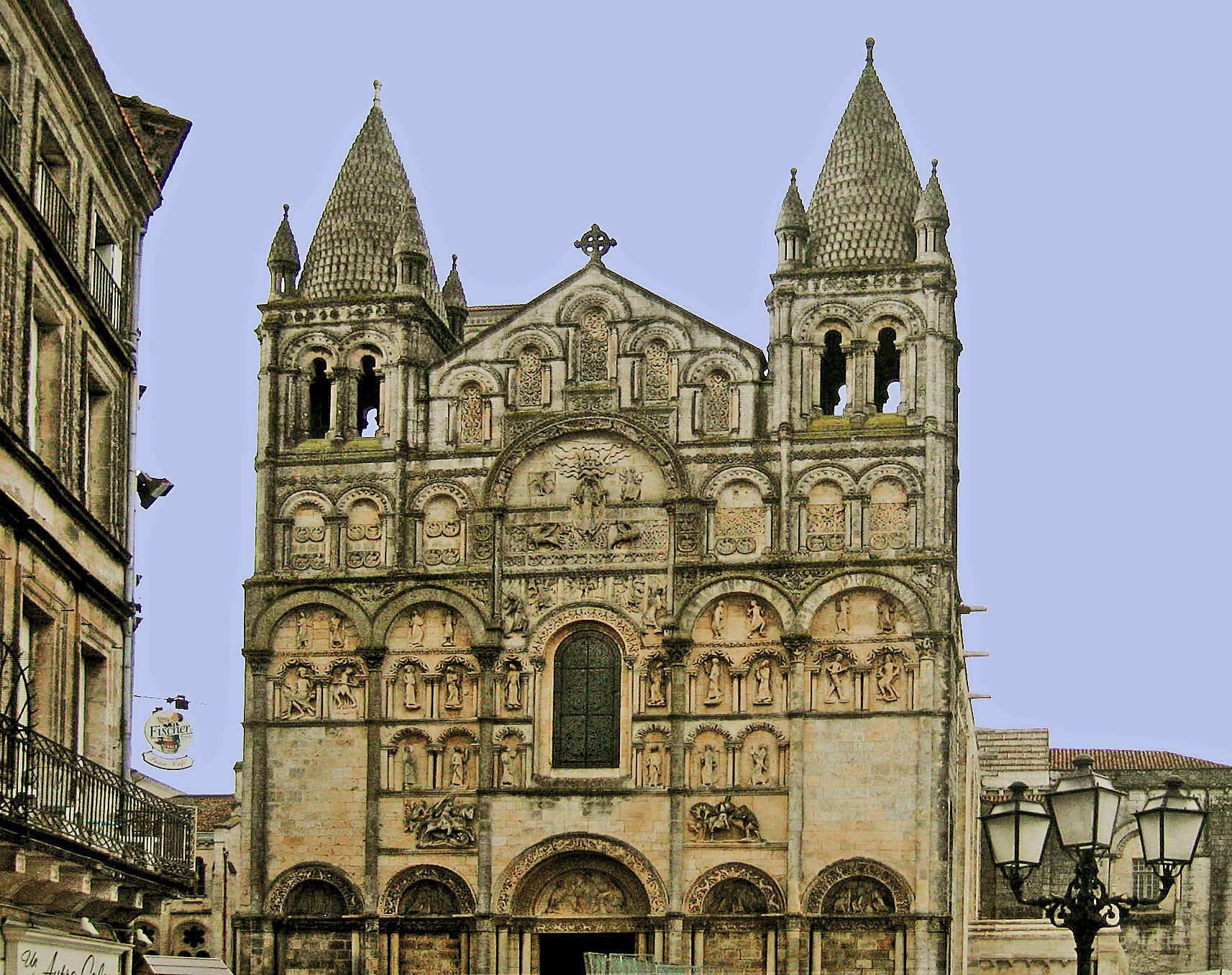
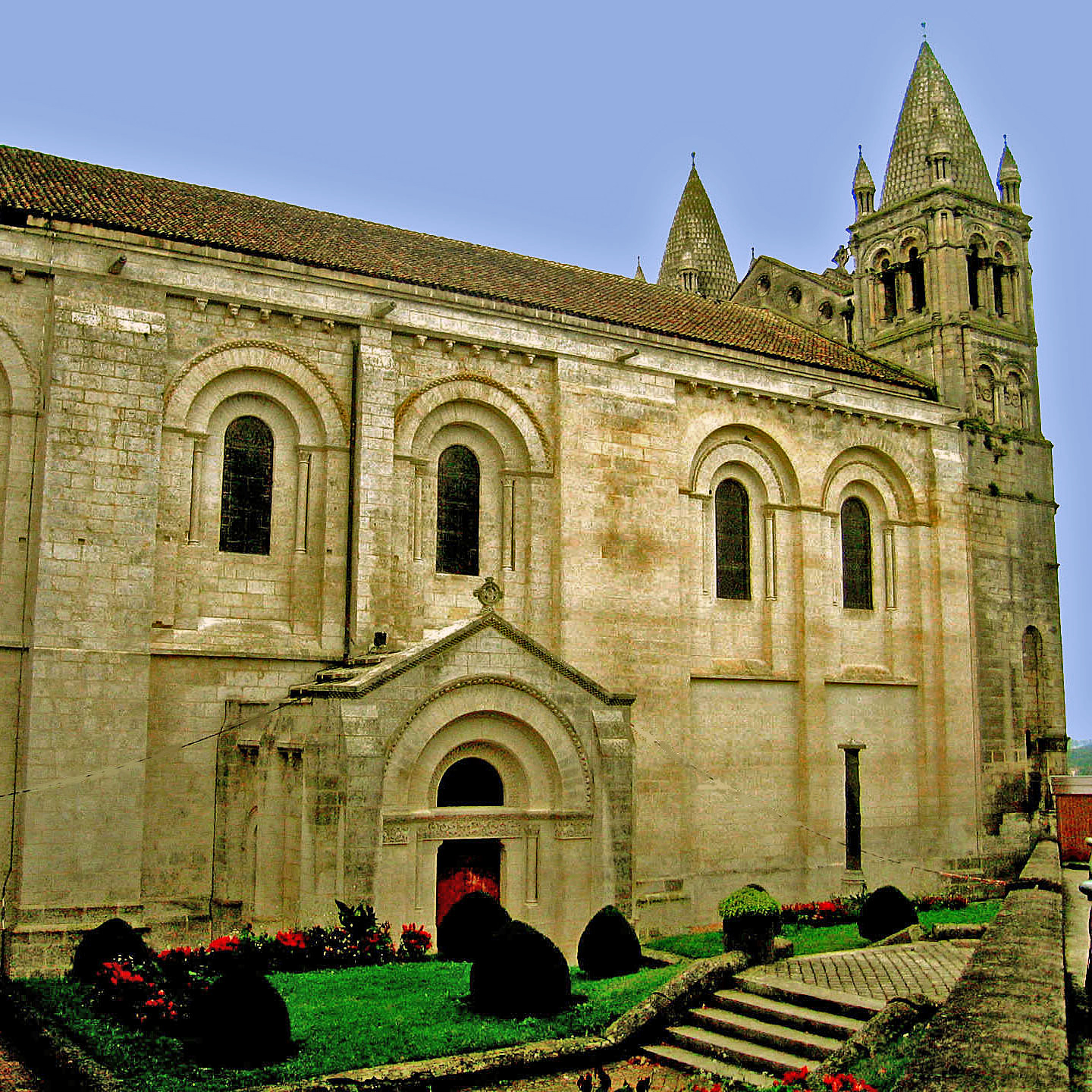
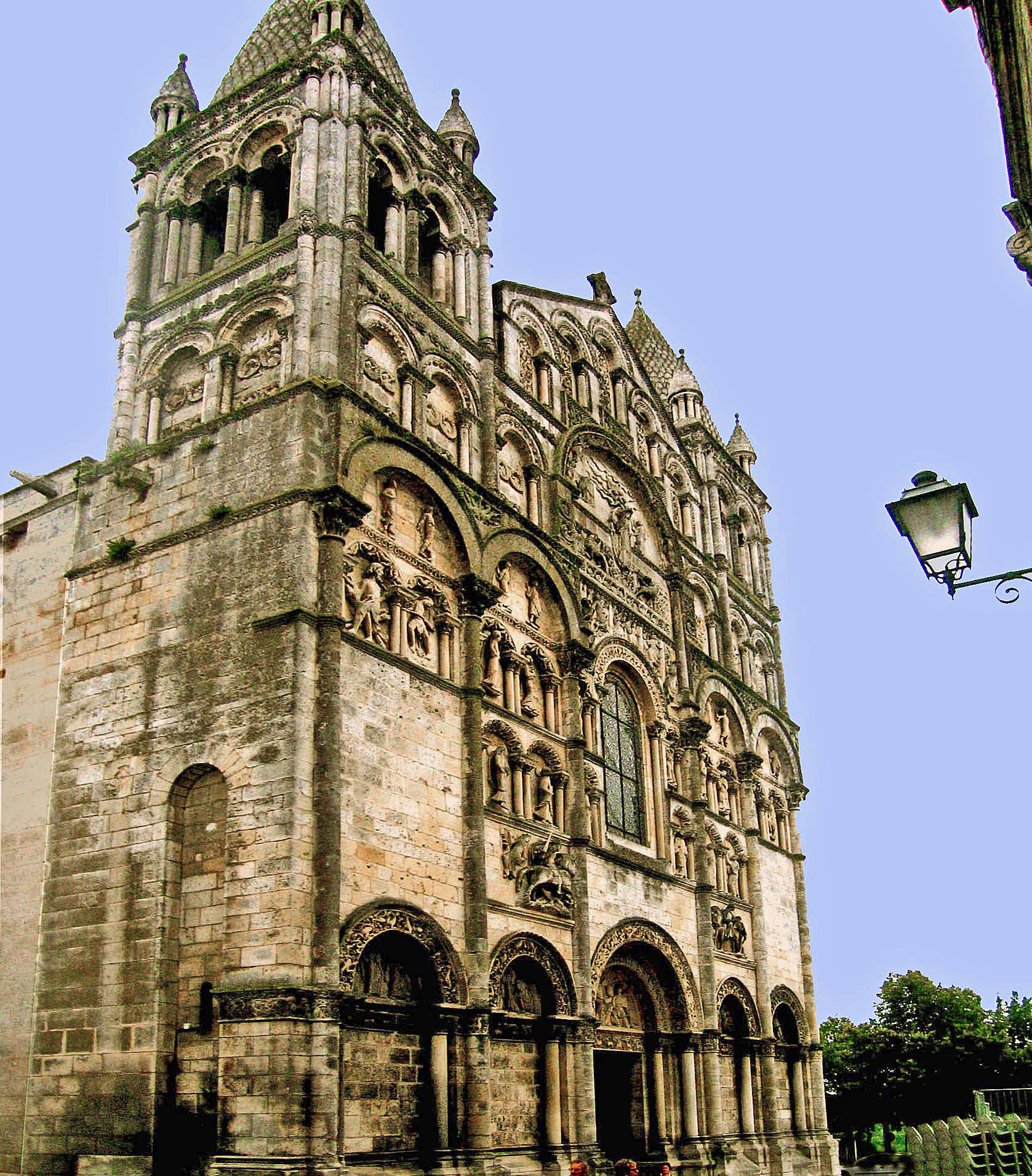
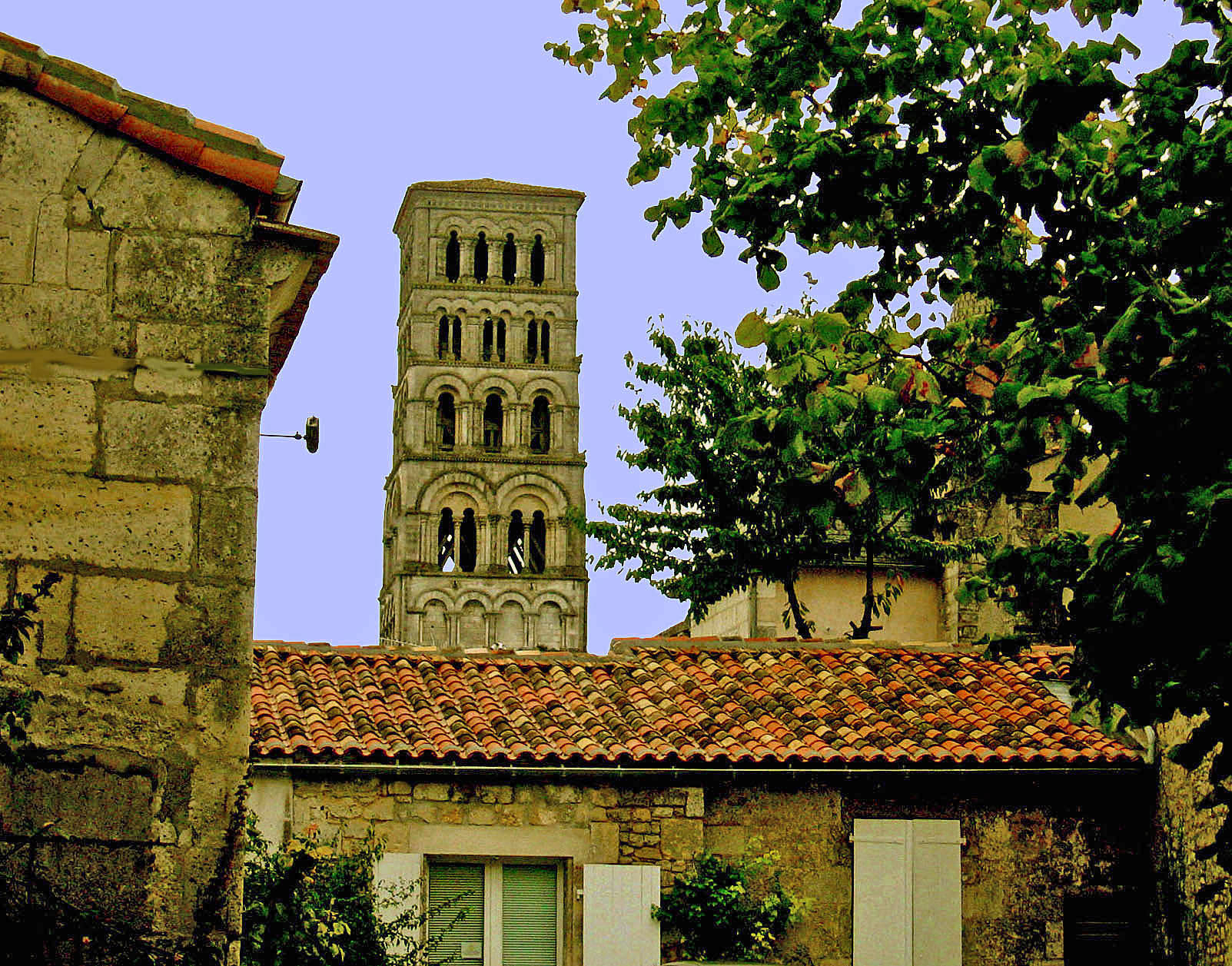

Интересны и другие романские церкви Ангулема, правда сильно перестроенные в XIX веке; такие как аббатство святого Авсония, церковь Святого Андрея, церковь Святого Марциала.

### Городской музей Ангулема
Городской музей Ангулема (фр. Le musée d’Angoulême) расположен в здании бывшей епархии, построенном в романском стиле в XII веке и отреставрированном в период XV—XVI веков. Музей содержит археологическую, художественную коллекции и коллекцию искусств стран Африки и Океании. Экспонаты археологической коллекции относятся к региону. В художественной коллекции представлены образцы европейской живописи, датированной XVII—XIX веками. Адрес музея: rue de Friedland, 1. Со вторника по воскресенье работает с 10:00 до 18:00, по понедельникам и праздничным дням — закрыт.

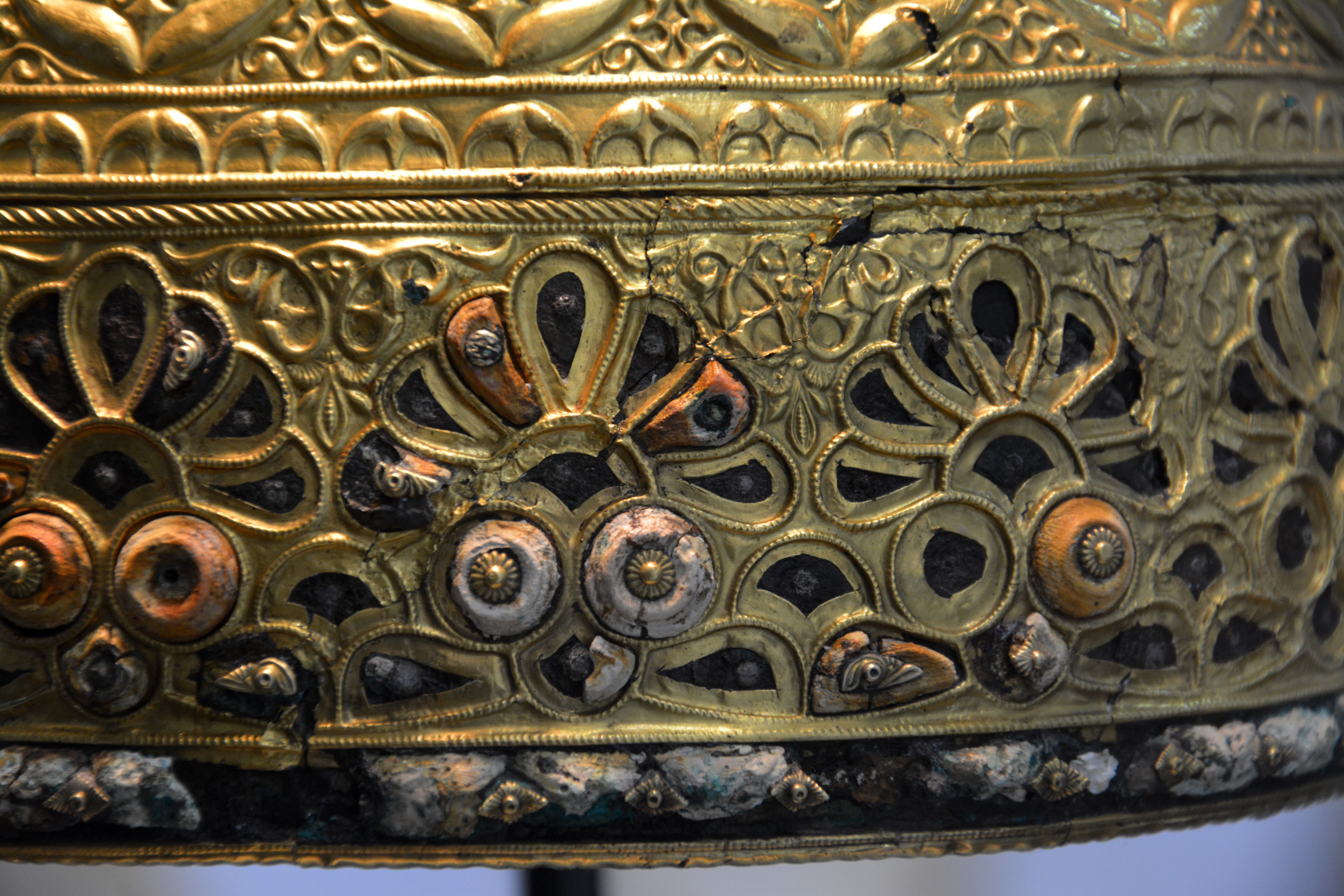
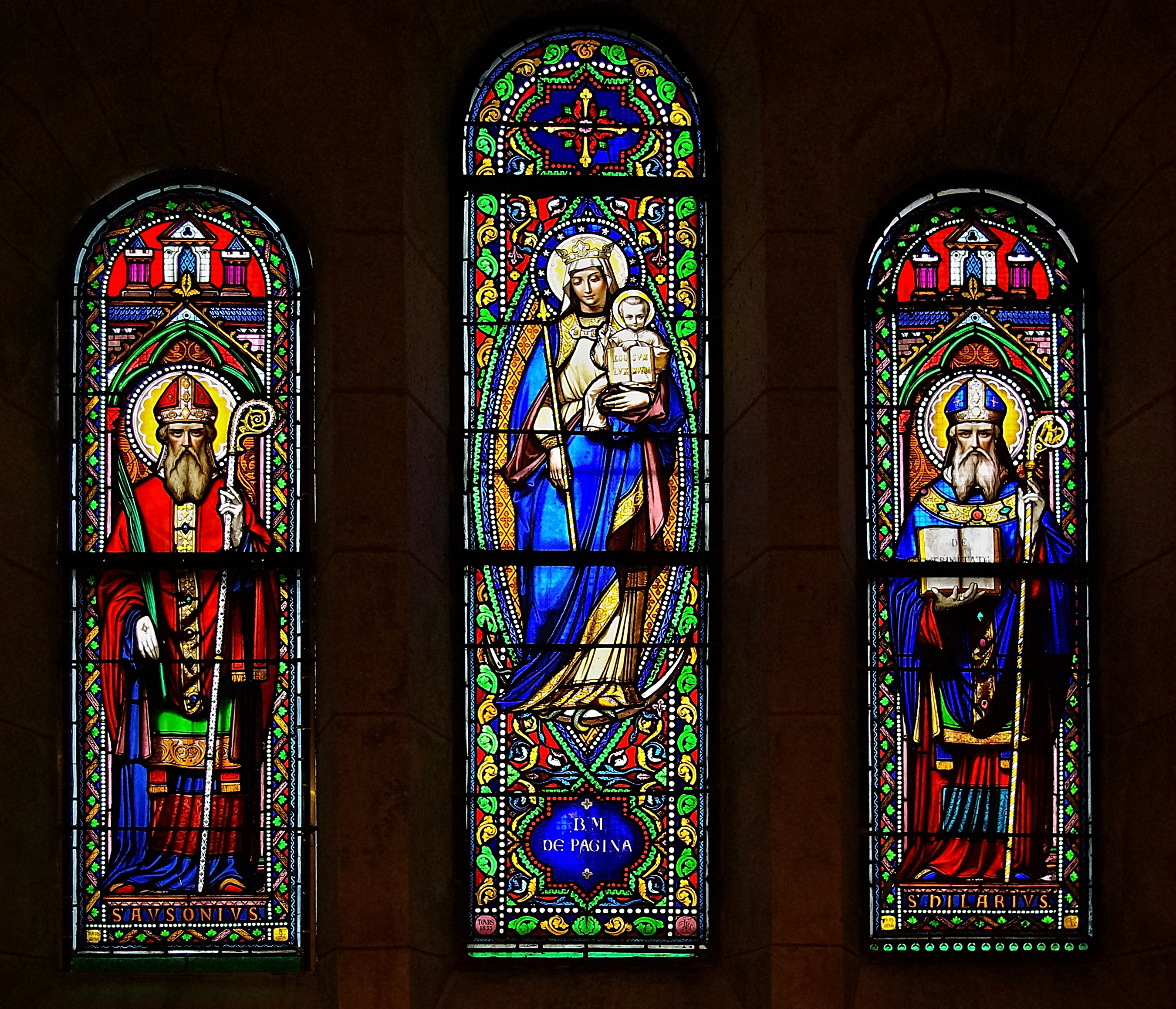
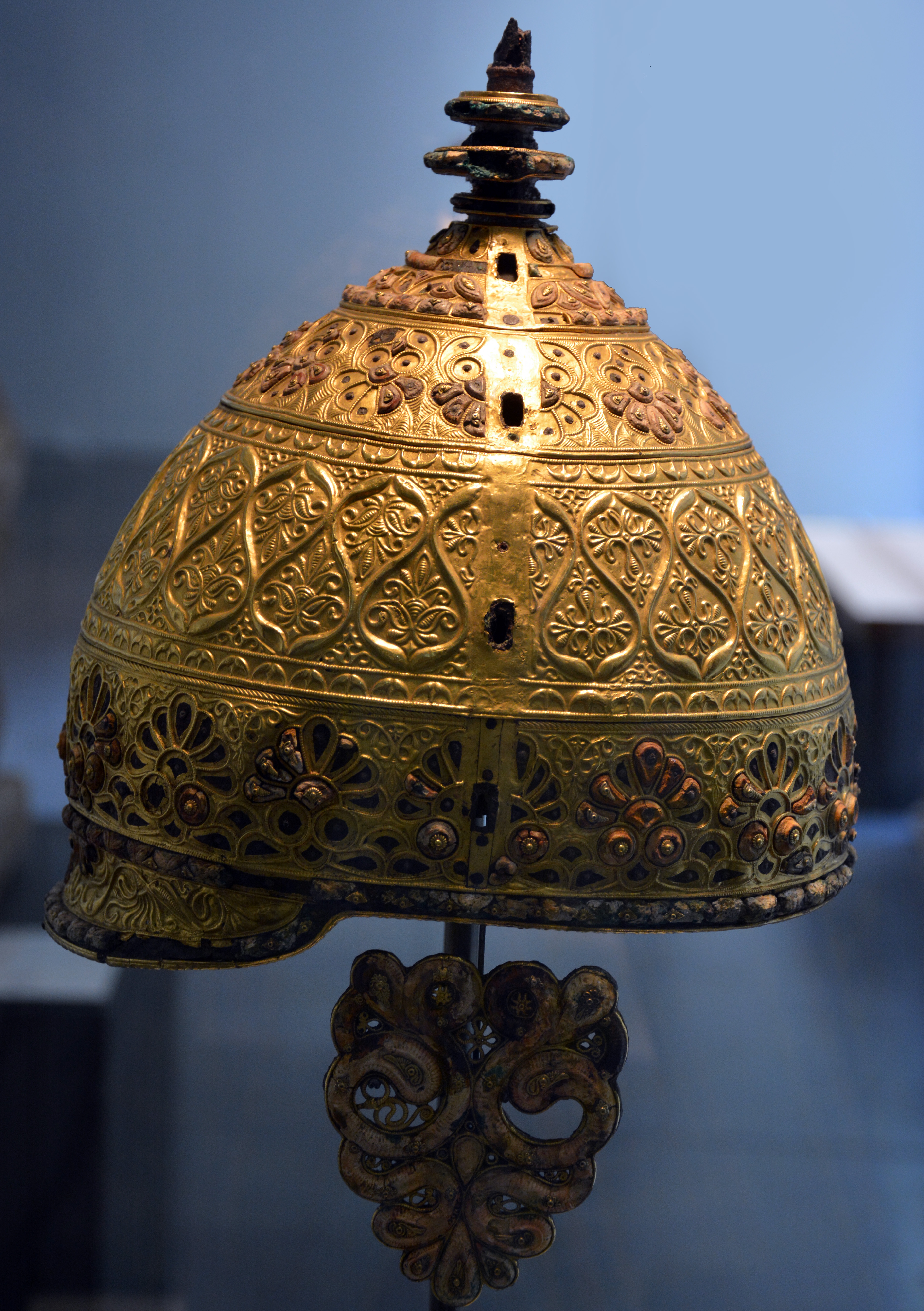
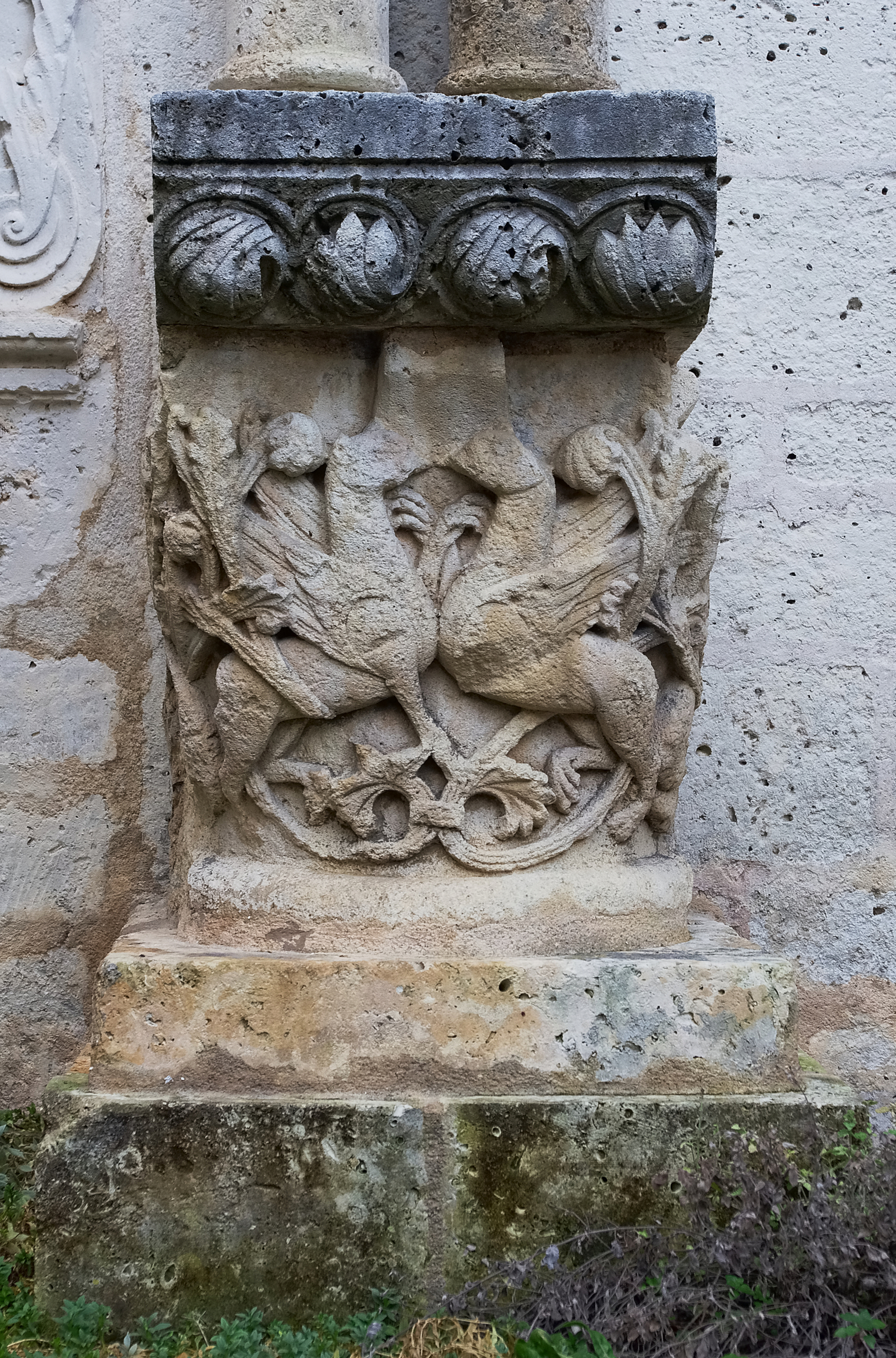
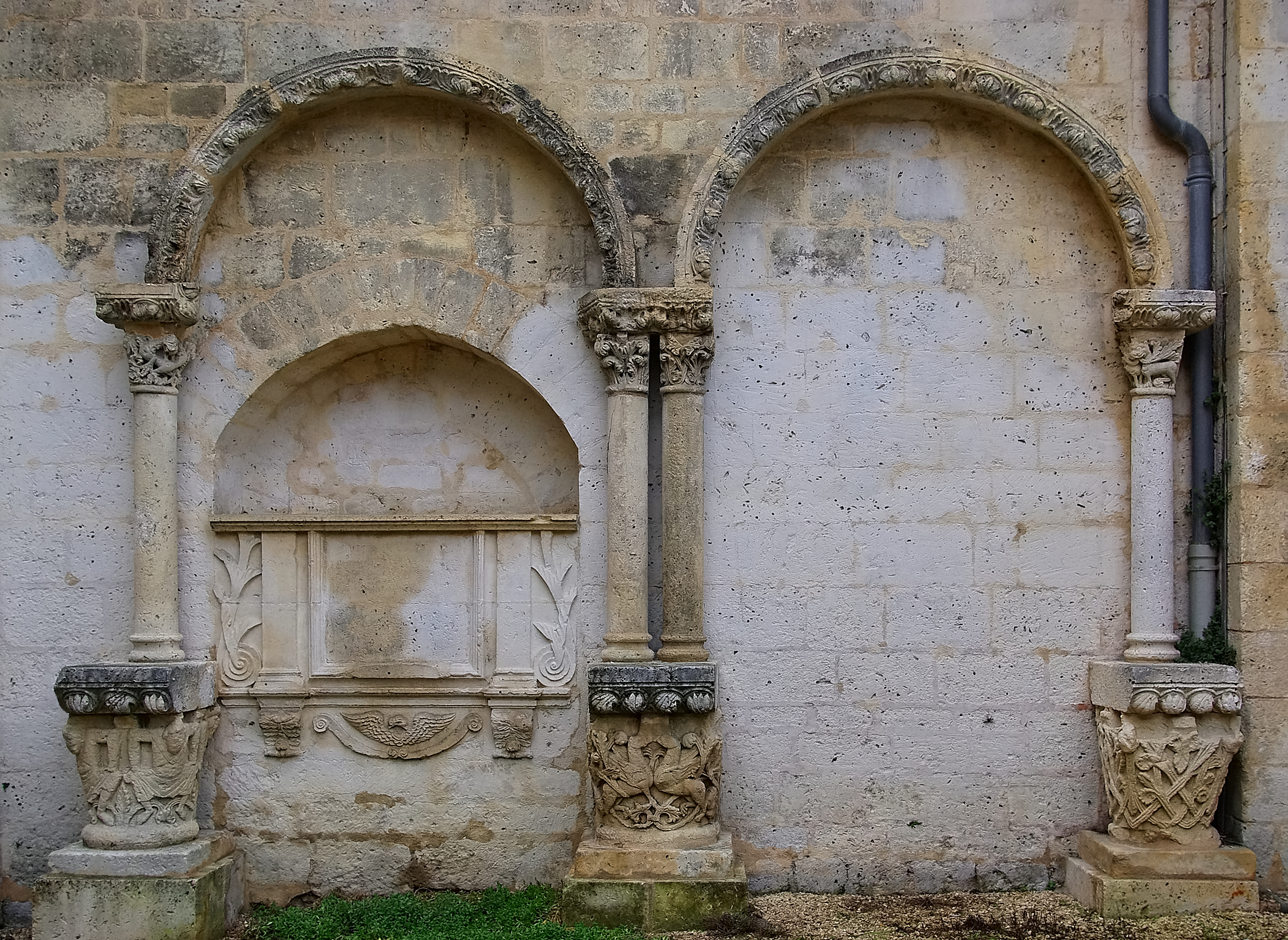
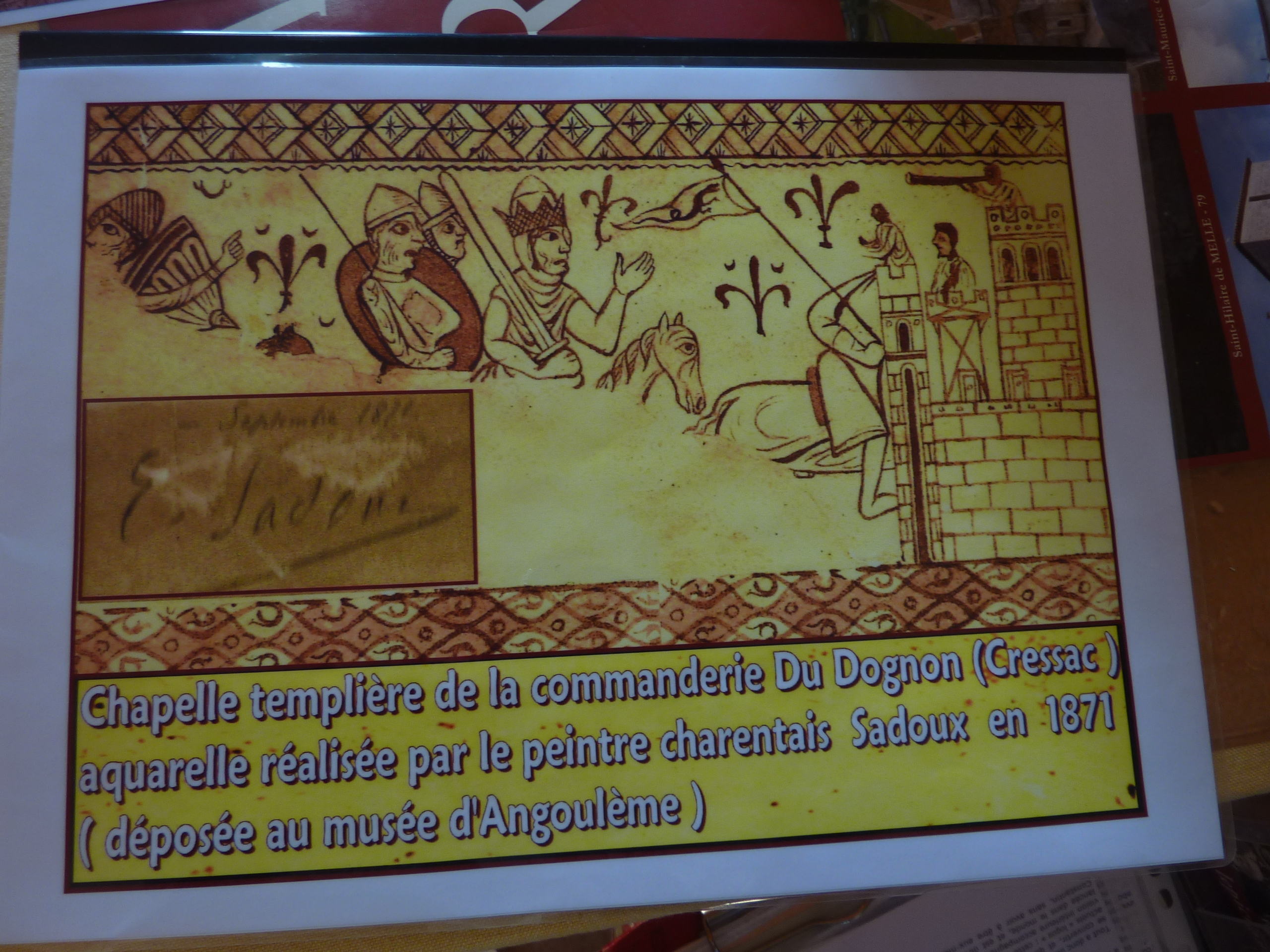

### Национальный центр комикса и рисунка
Национальный центр комикса и рисунка (фр. Cité National de la bande Dessinée et de L’Image, CNBDI) расположен на rue de Bordeaux, 121. В этом центре расположена медиатека, которая содержит комиксы и мультфильмы, которые выпускались на территории Франции начиная с 1946 года. Здесь есть музей, который посвящен популярным персонажам комиксов. Национальный центр был создан в 1990 году — указ об этом подписал президент Французской республики Франсуа Миттеран. Была создана библиотека центра, которая стала работать для популяризации комиксов.

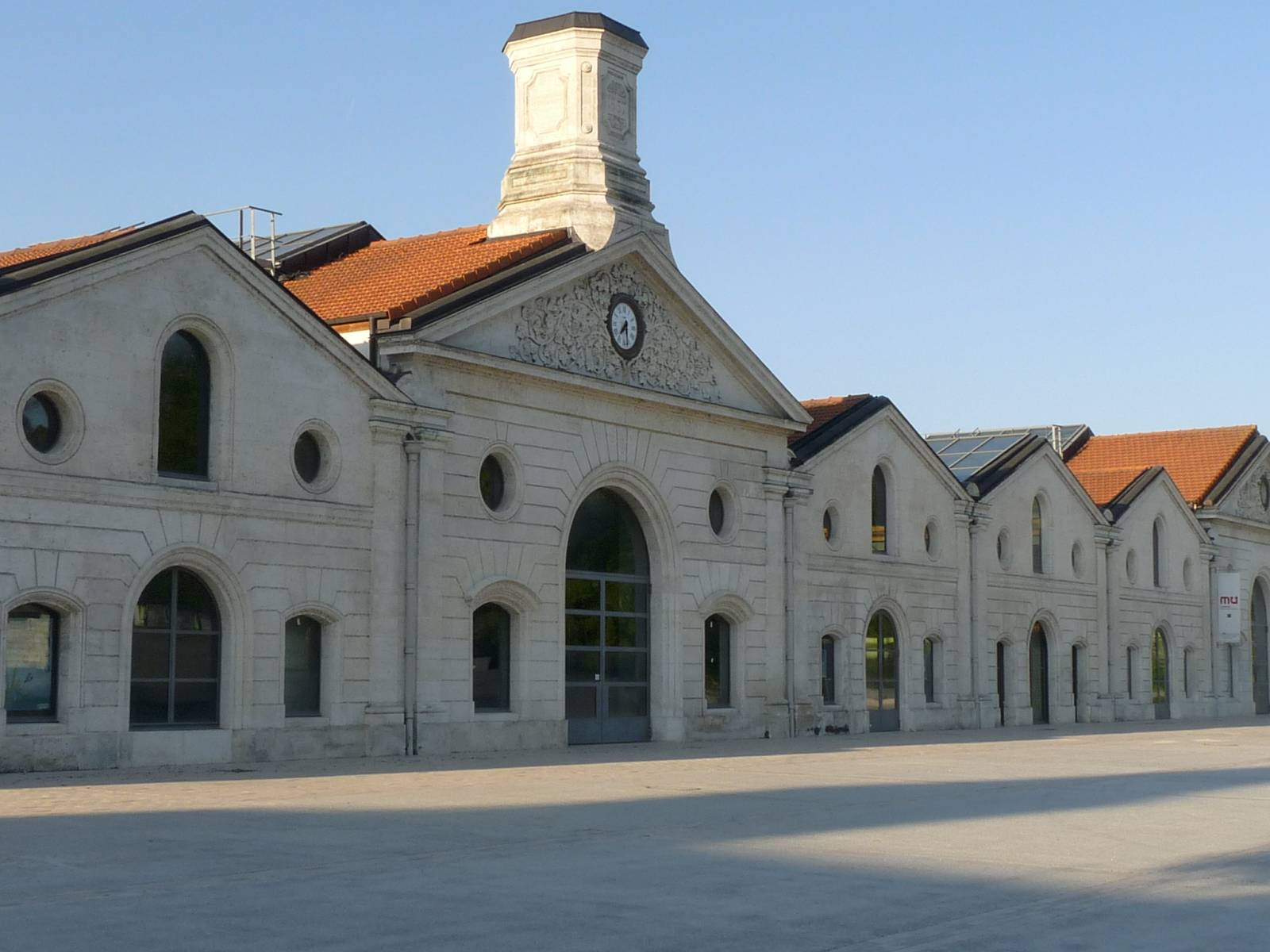
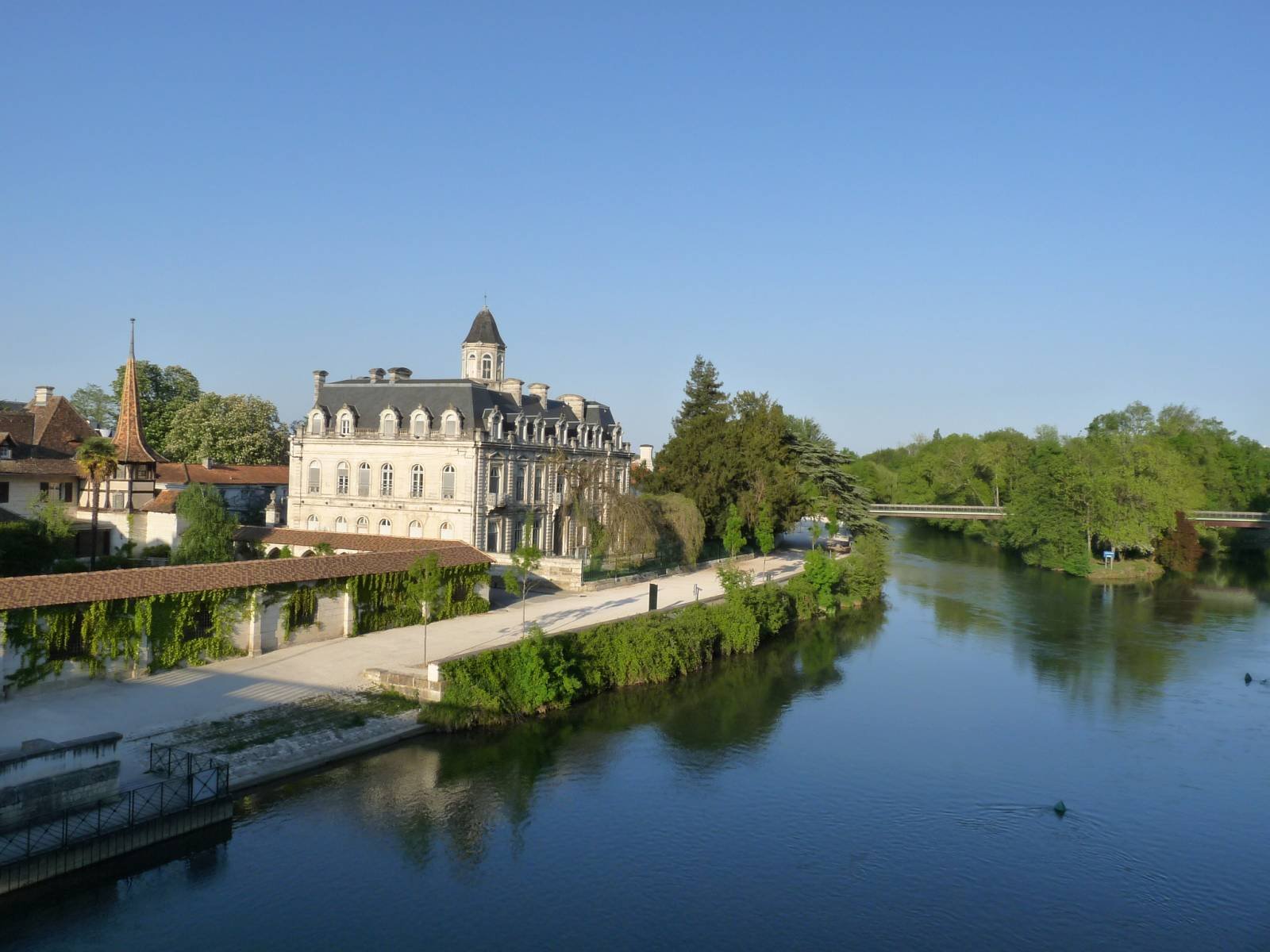
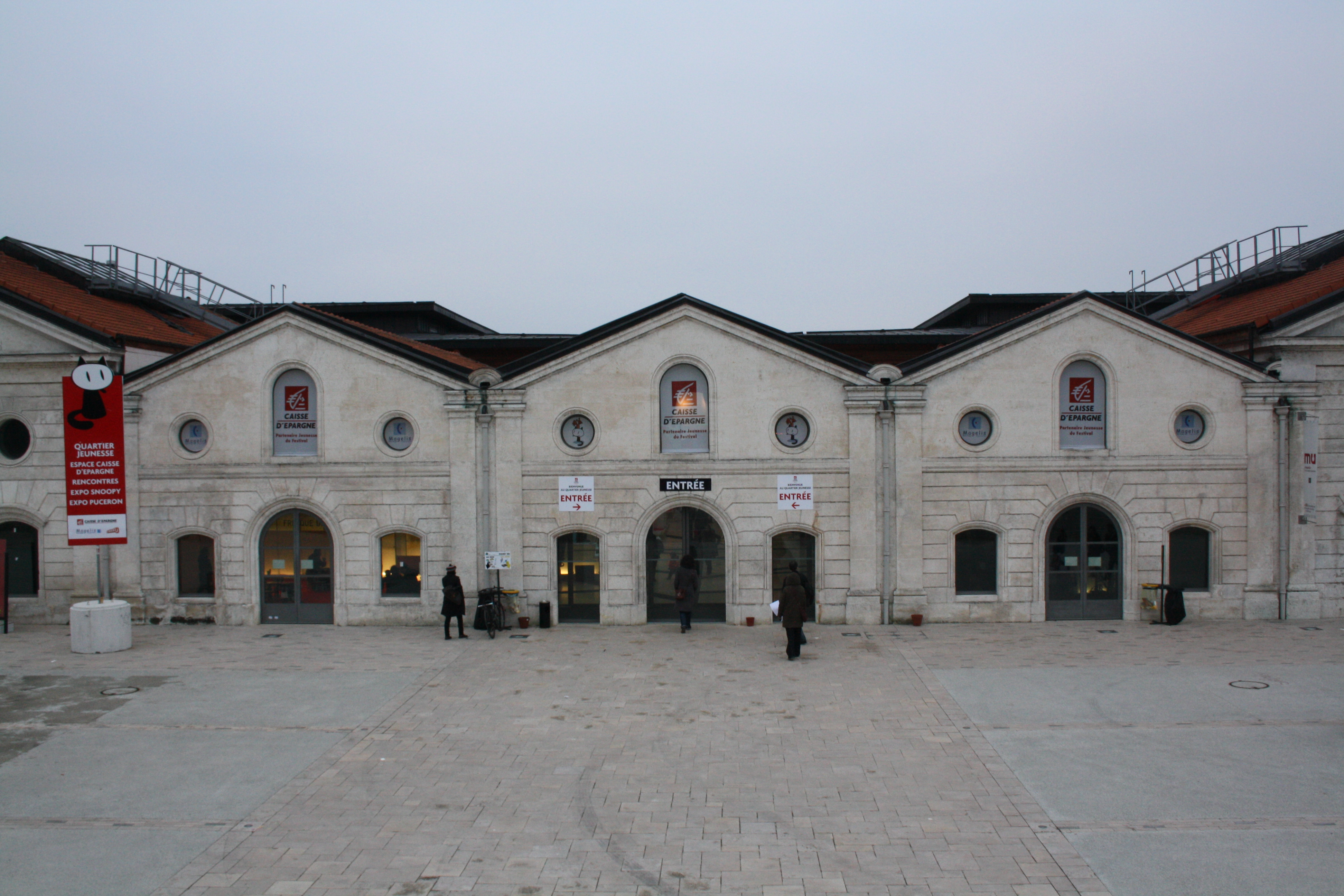
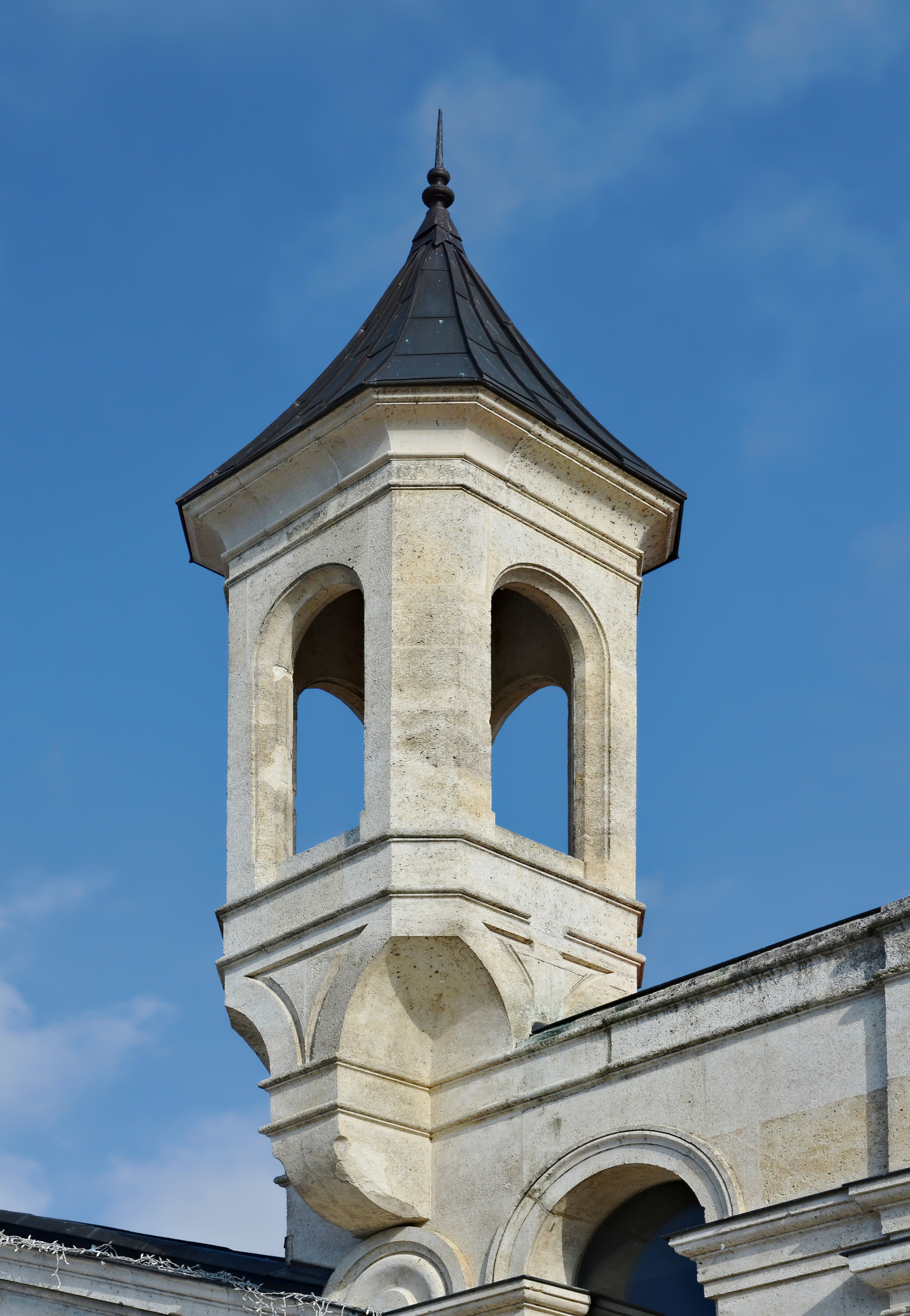
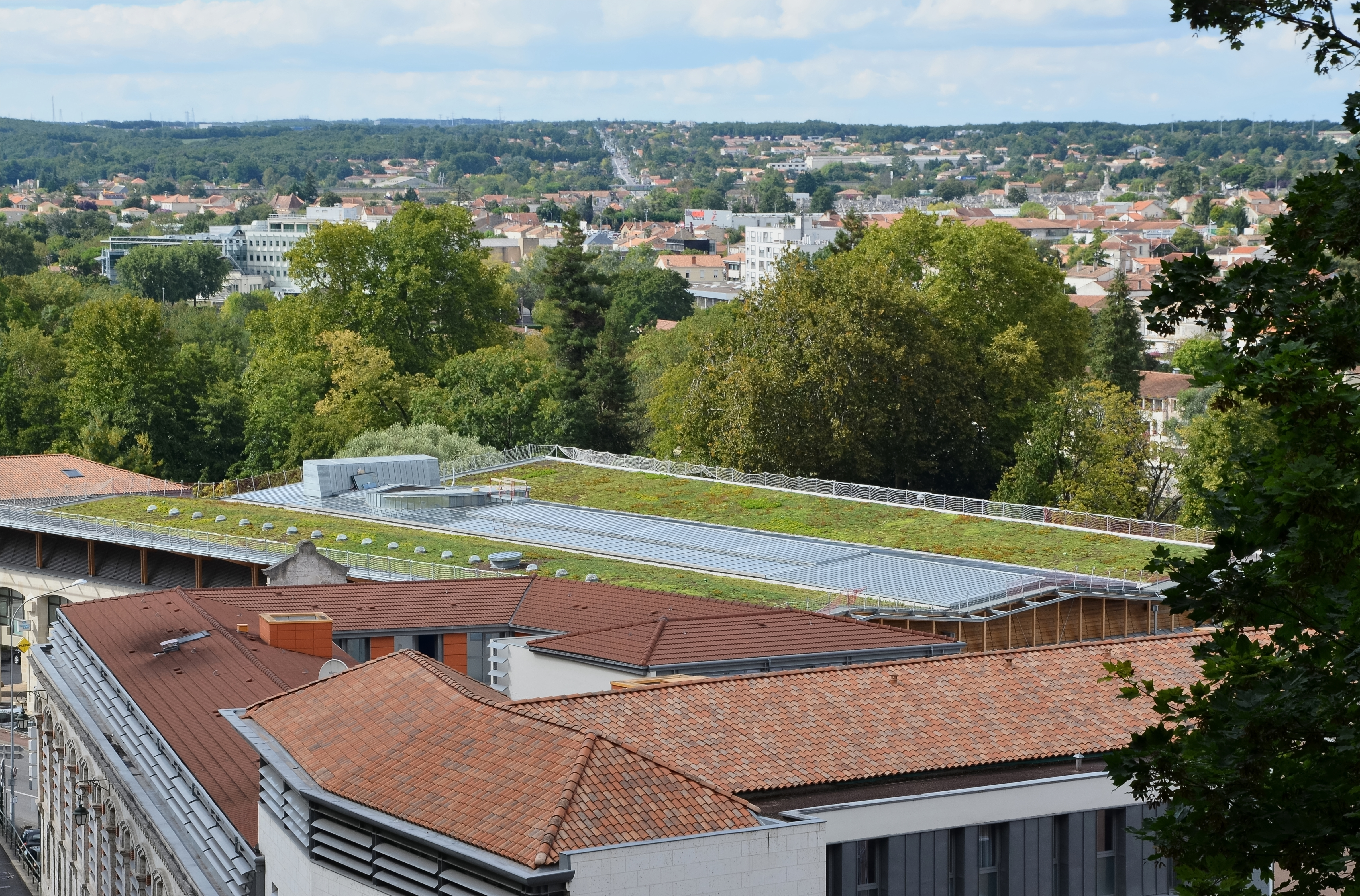
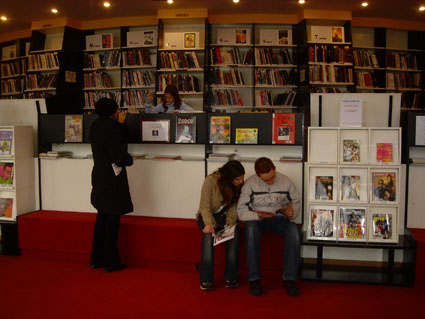

### Музей бумаги
В Ангулеме расположен Музей бумаги (фр. Musée du papier d’Angoulême). Он размещен на реке Шаранте, в месте, где когда-то находилась бумажная фабрика, действовавшая в городе до 1970 года. Возникновение музея в Ангулеме объясняется тем, что в городе было хорошо развито производство бумаги и это позволило процветать всей области. Адрес музея: rue de Bordeaux, 134. Со вторника по пятницу музей работает с 10:00 до 12:00 и с 14:00 до 18:00. В субботу по воскресенье с 14:00 до 18:00. В июле-августе со вторника по пятницу с 12:00 до 18:30, в субботу-воскресенье с 13:00 до 18:30.

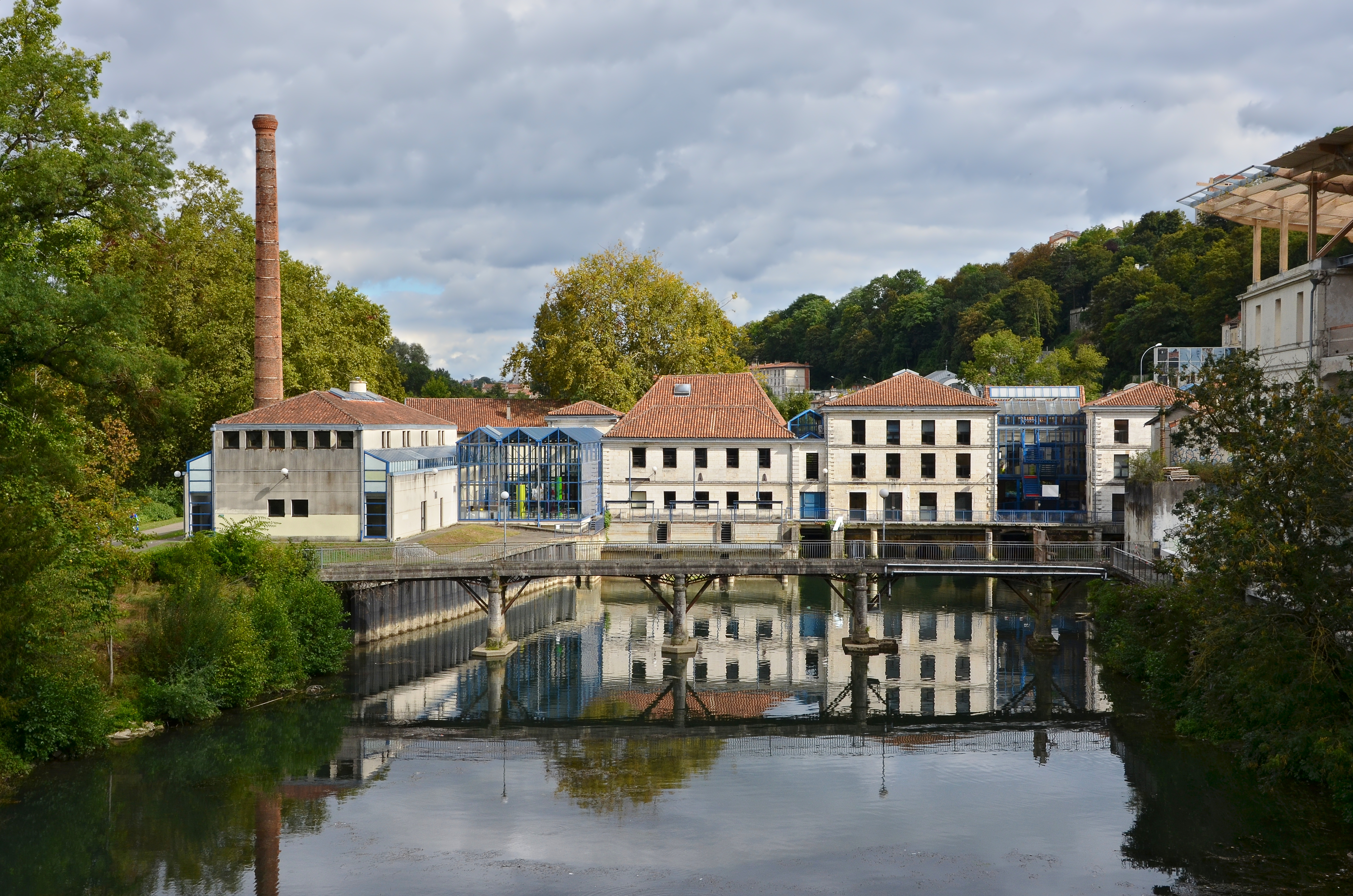
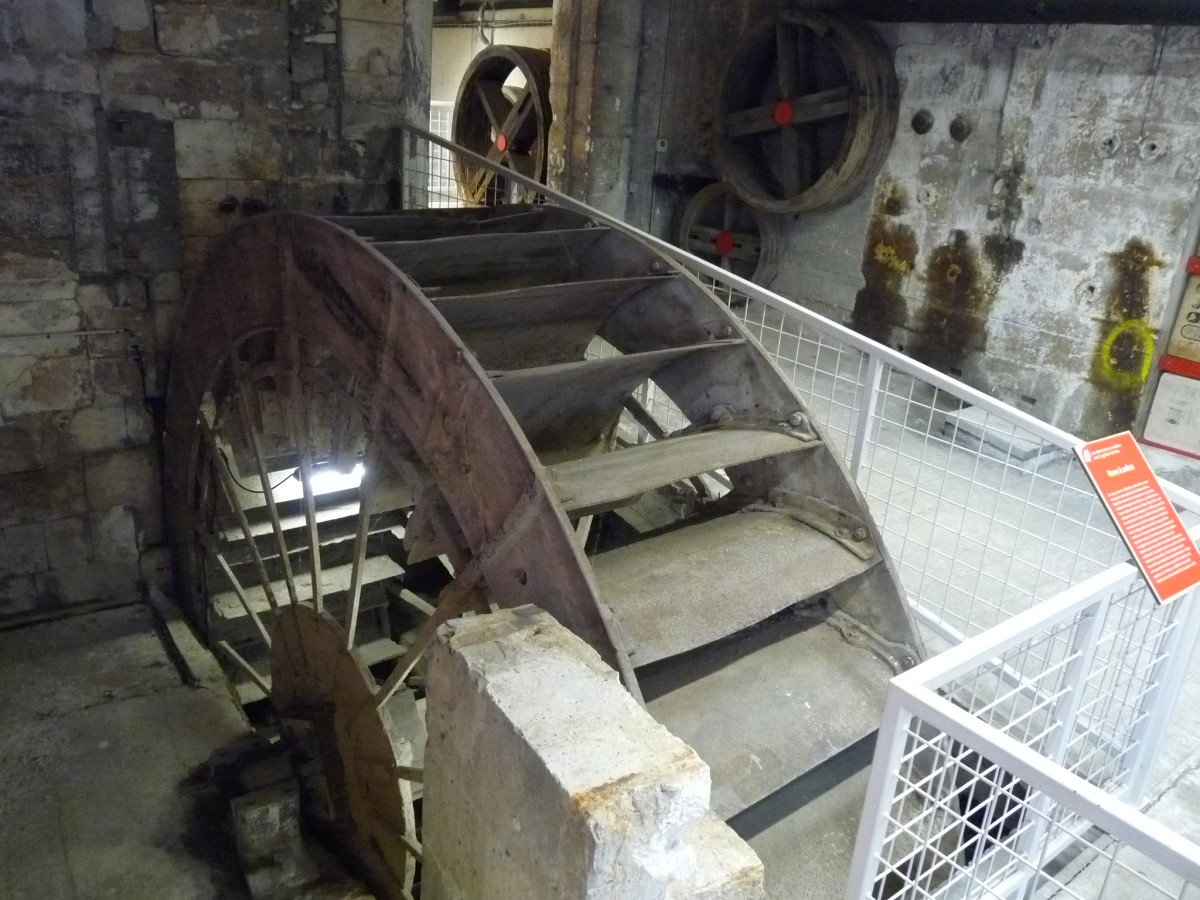
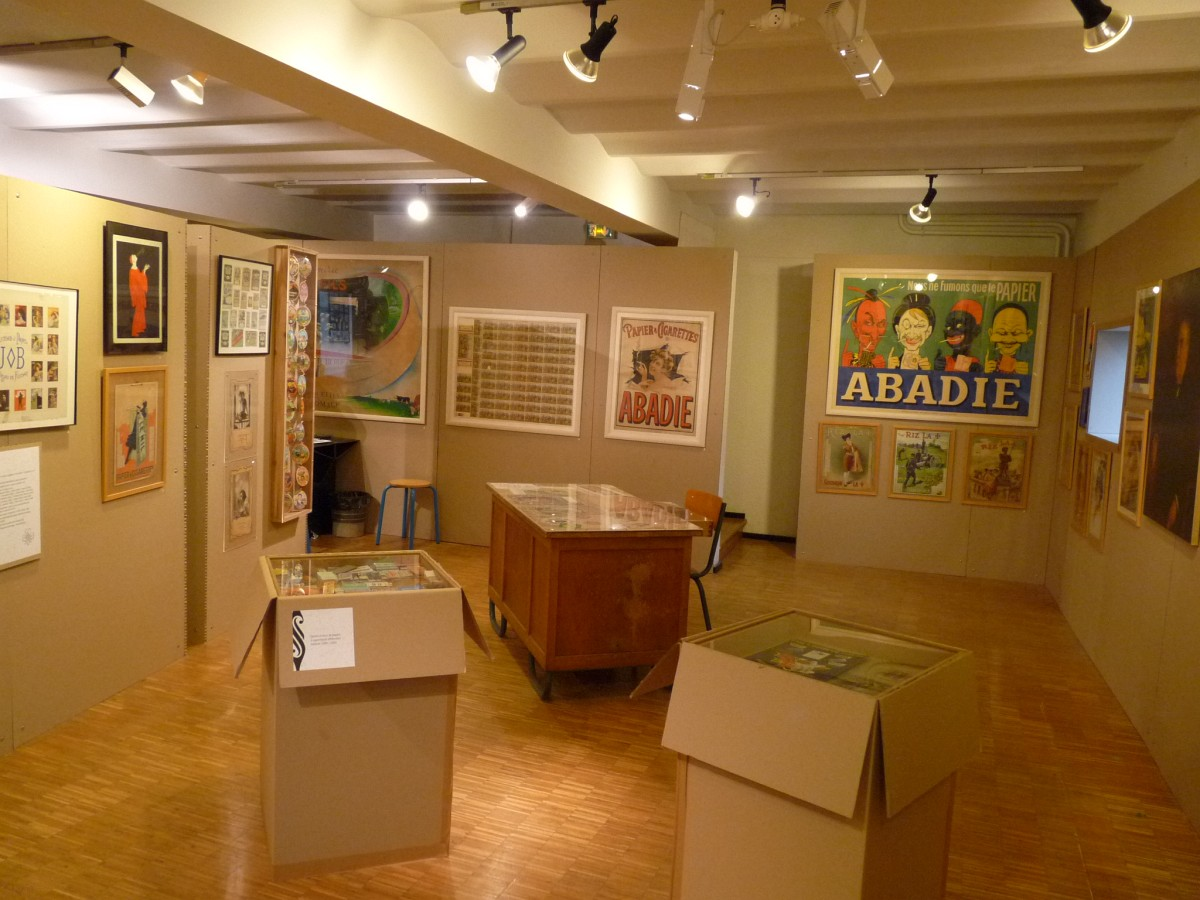
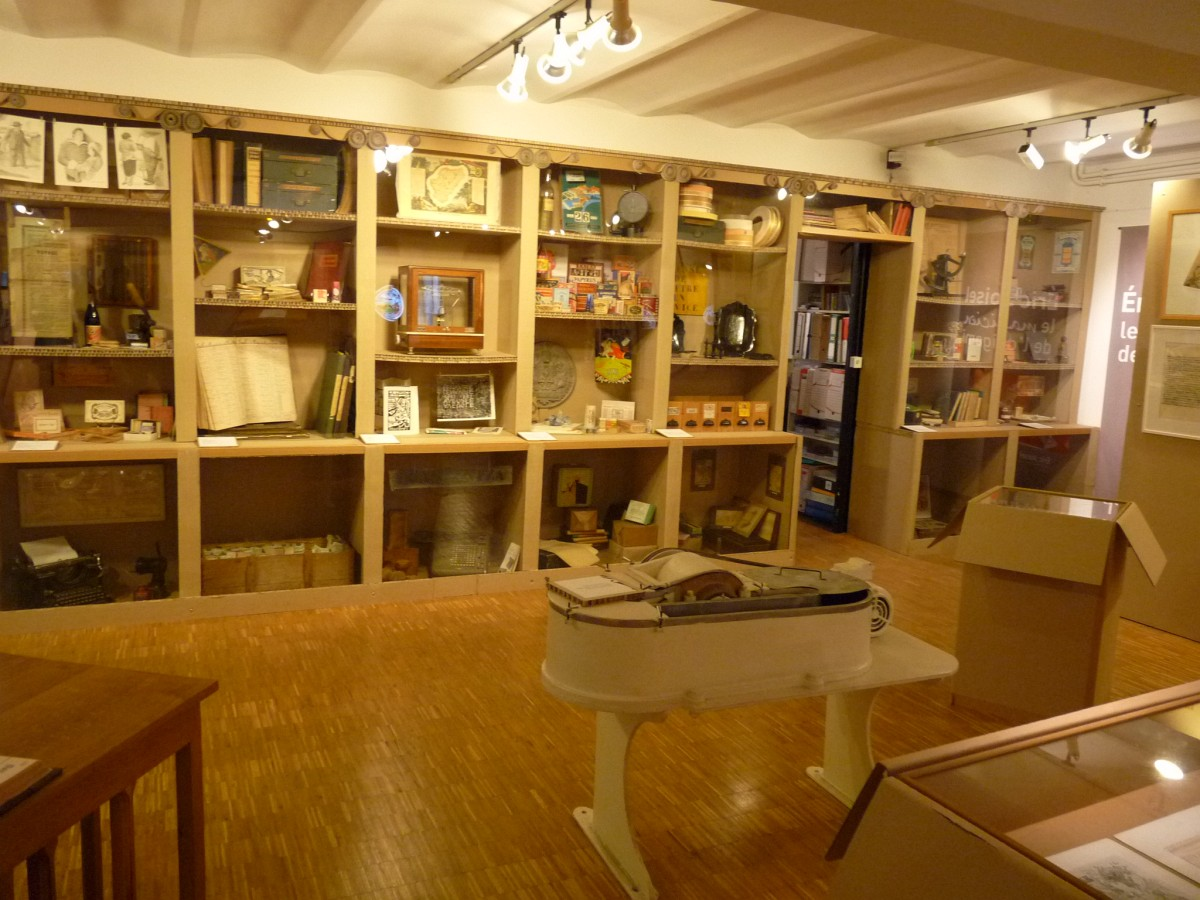
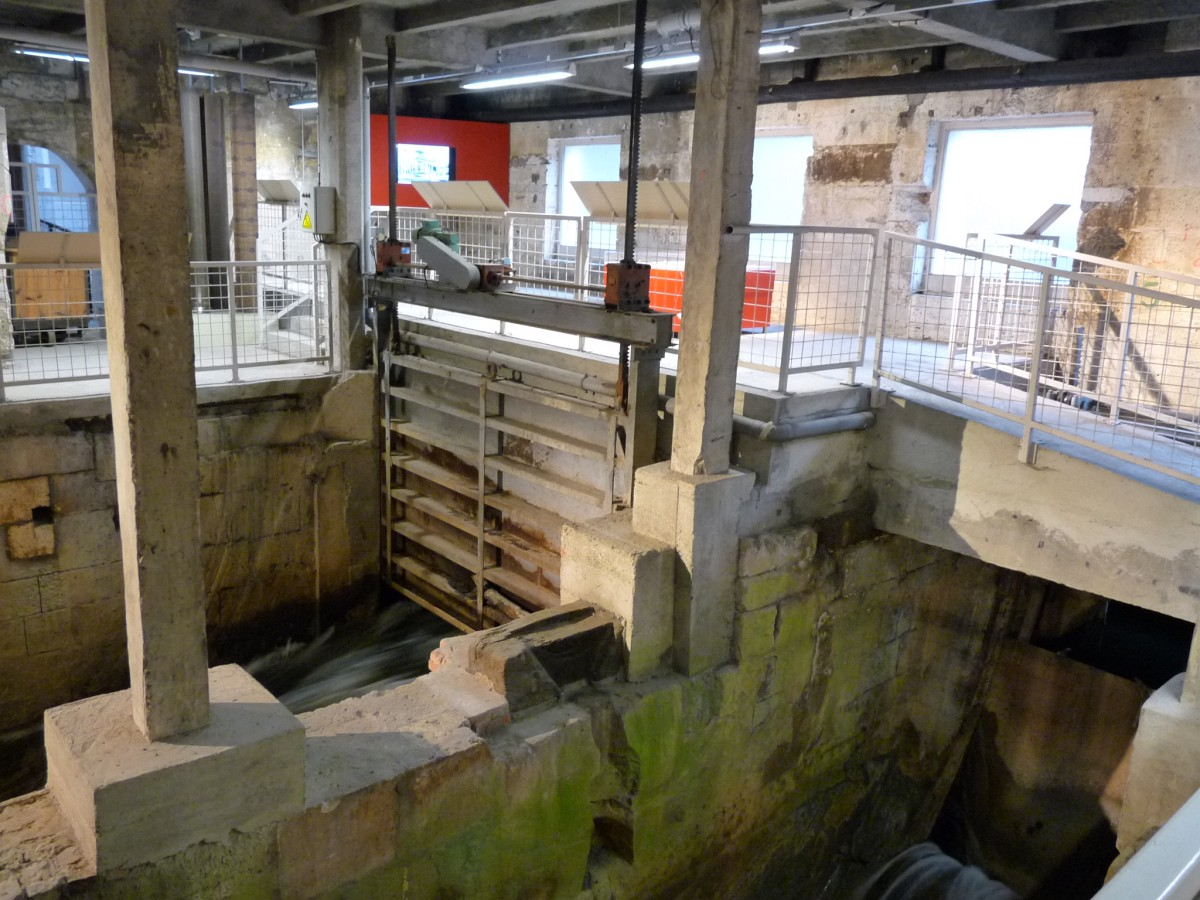
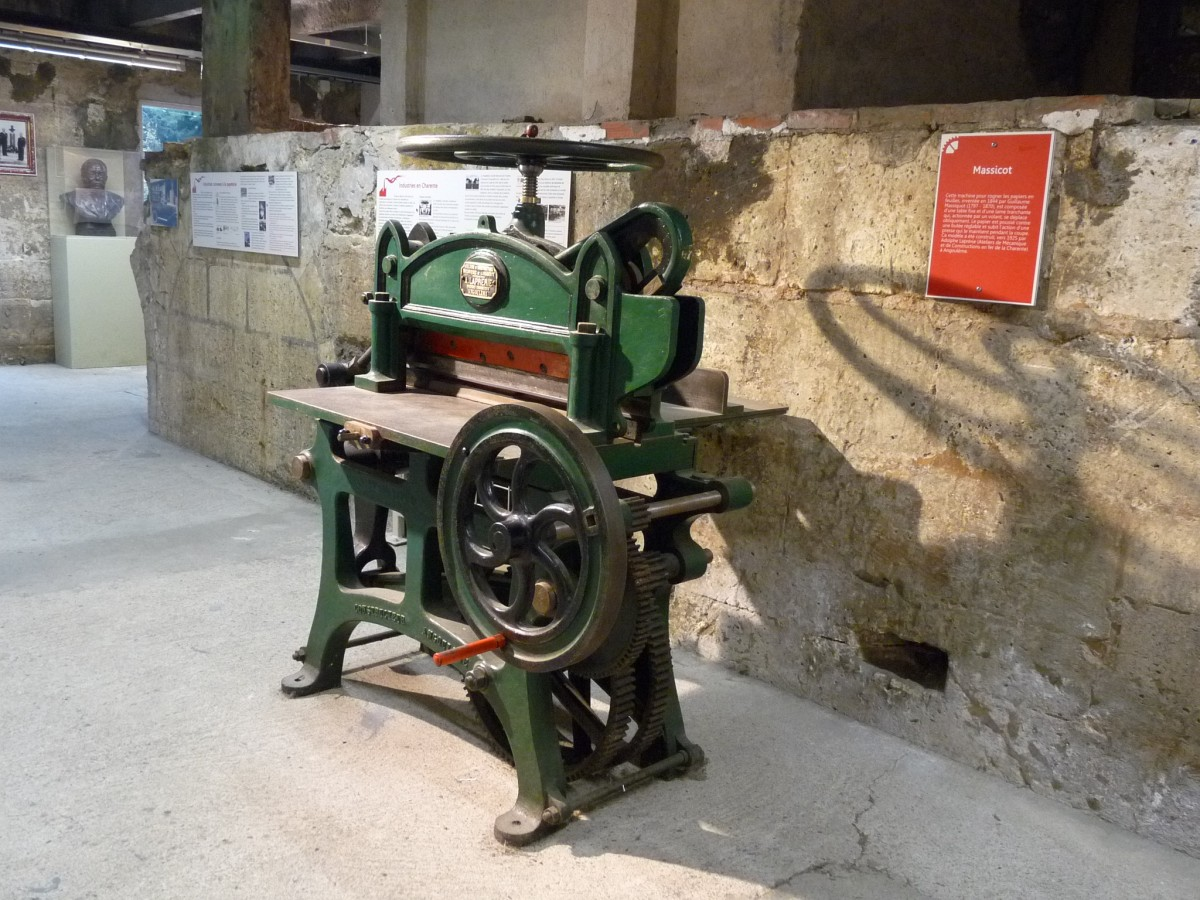

### Бумажная мельница Верже
Бумажная мельница Верже (фр. Moulin du Verger) расположена в южном пригороде Ангулема. На этой мельнице производят бумагу таким же способом, который применяли в XVIII веке. Из измельченных растительных волокон получают массу, которую месят тяжелыми деревянными колотушками. Эти колотушки приводятся в движении при помощи водяного колеса мельницы. Затем все это раскатывается, разрезается на отдельные листы. Их прессуют, сушат и проклеивают. На бумажной мельнице можно посетить мастерскую и сушильню и музей, в котором можно посмотреть на производимую продукцию. Мельница открыта для посещений с понедельника по пятницу с 15:00 до 18:00.

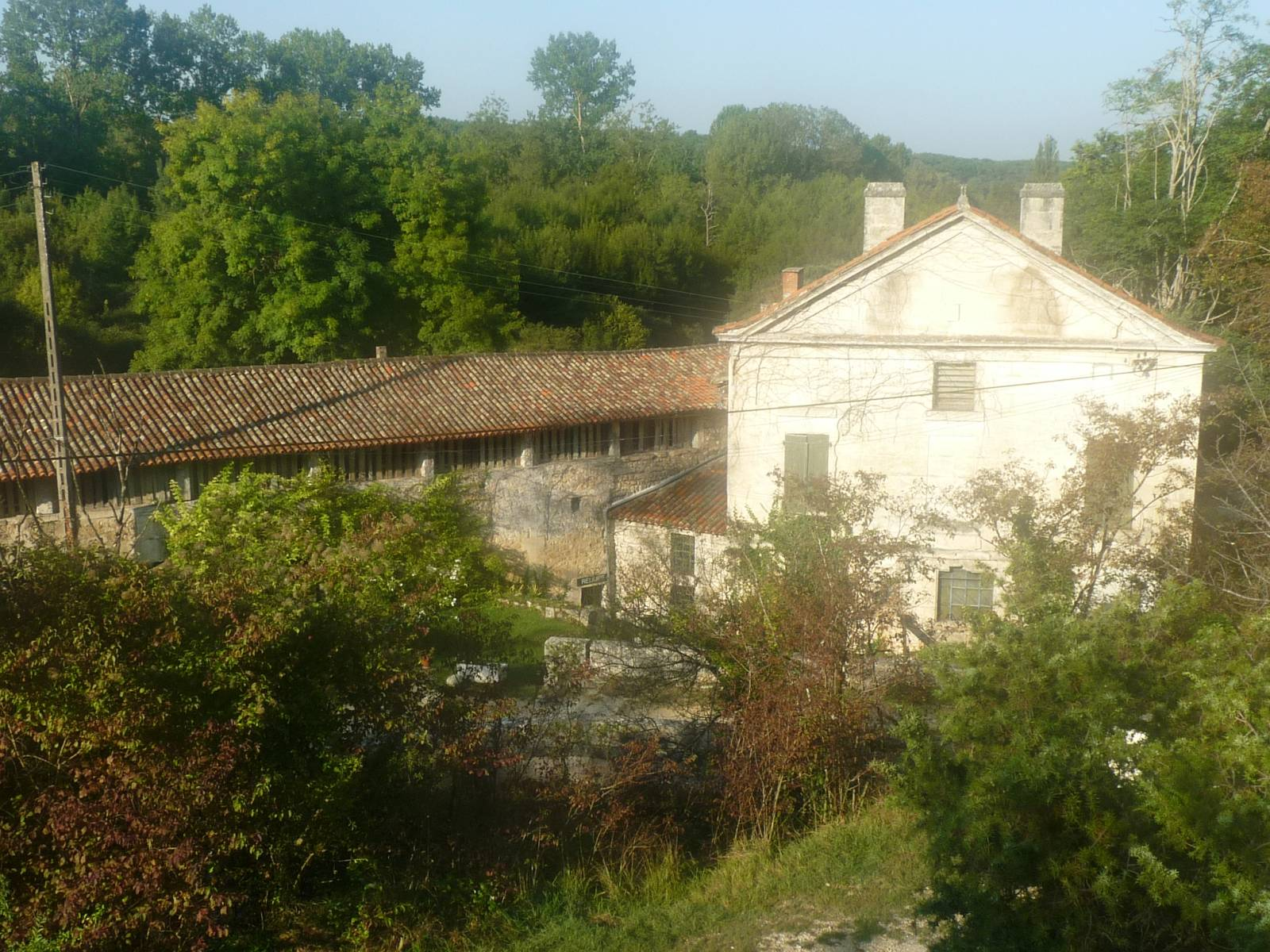
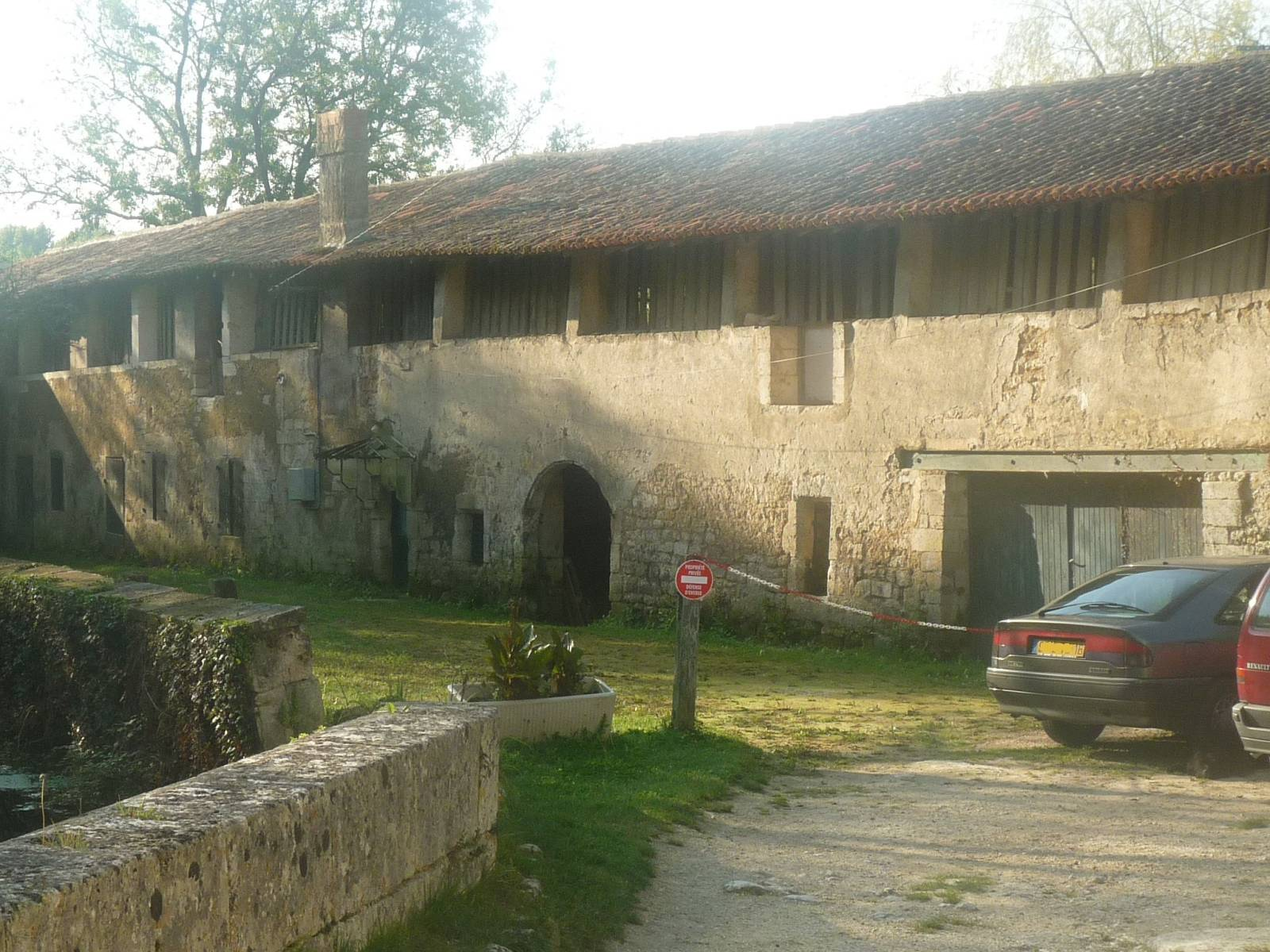
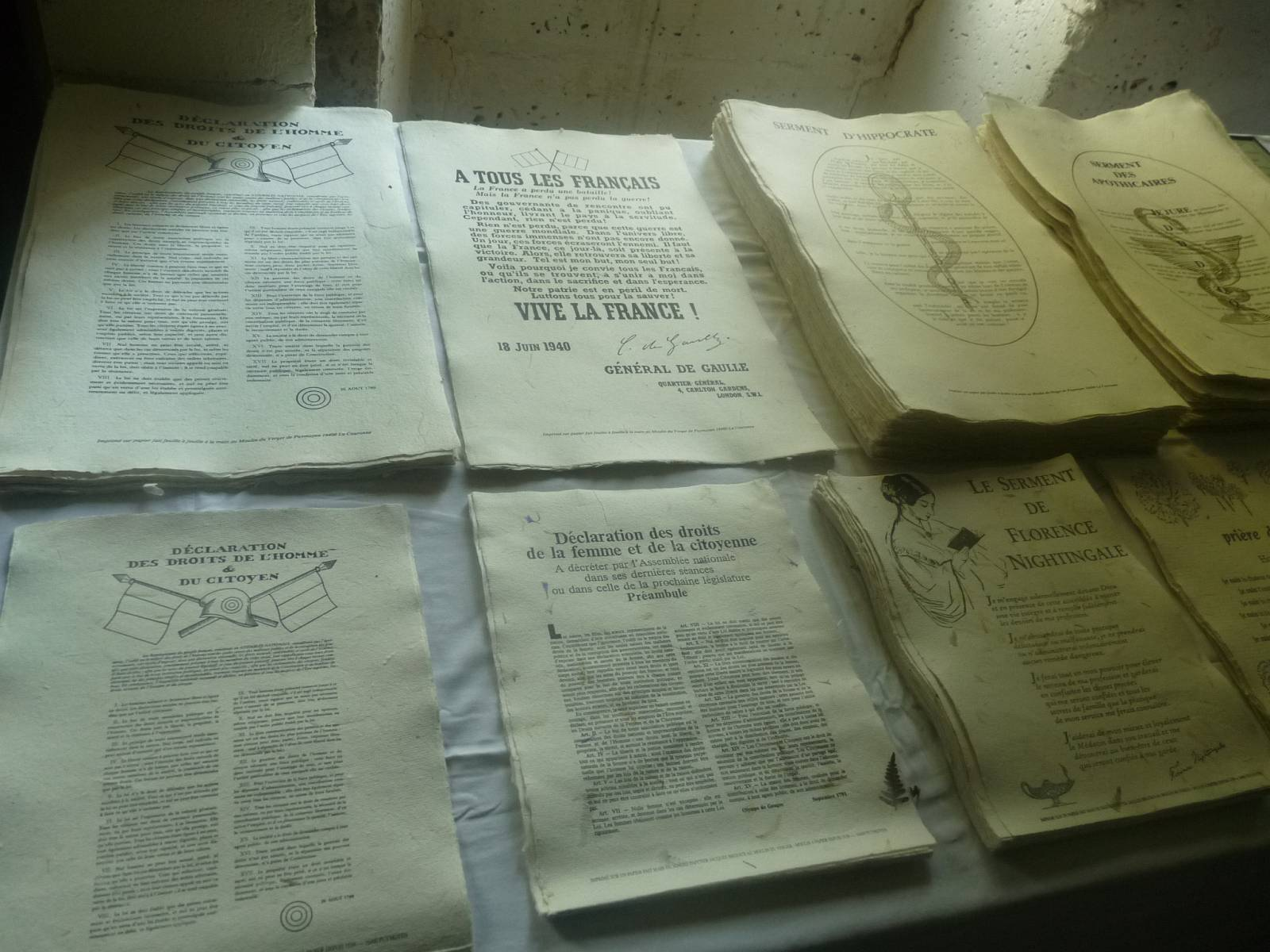
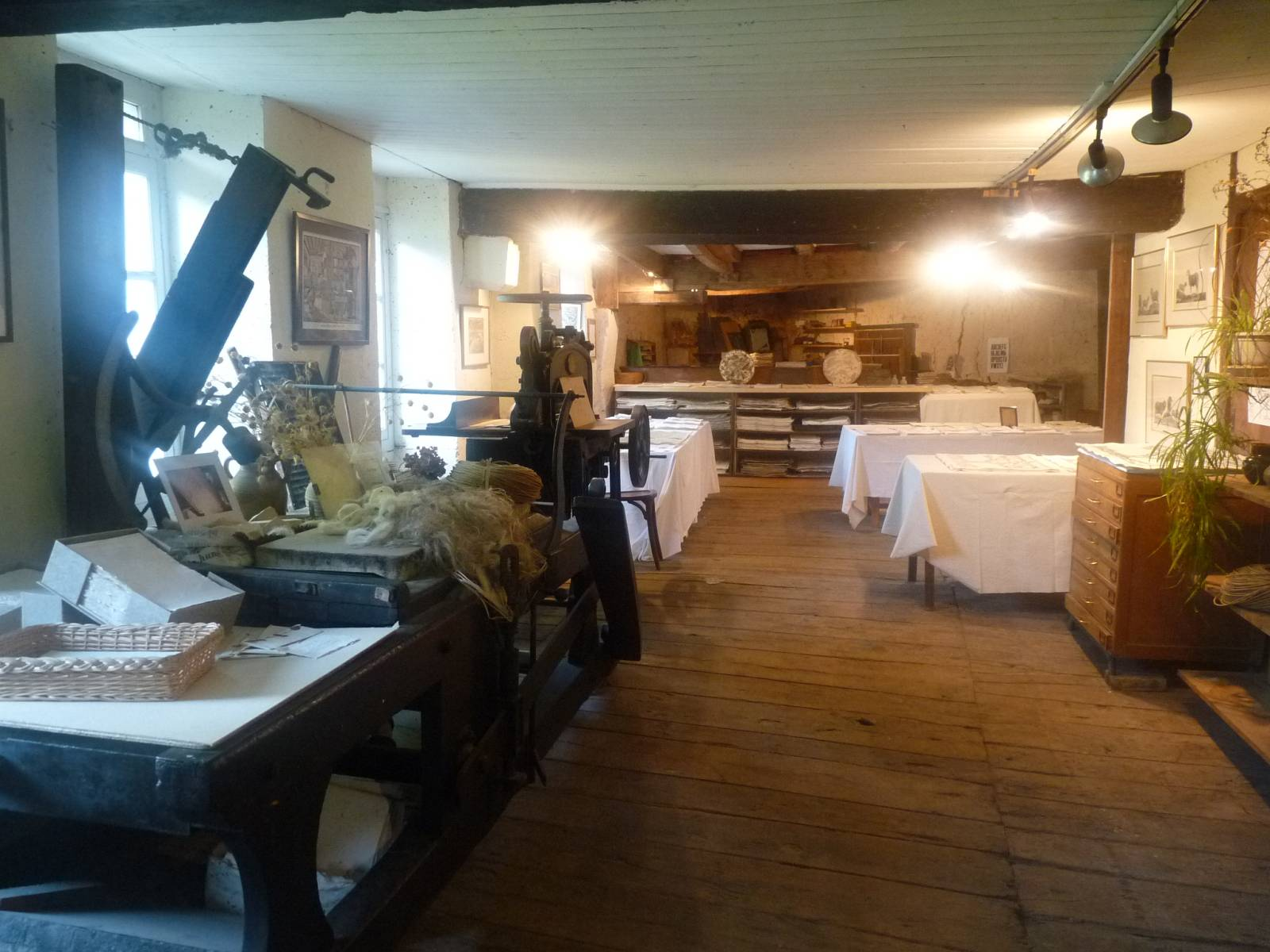
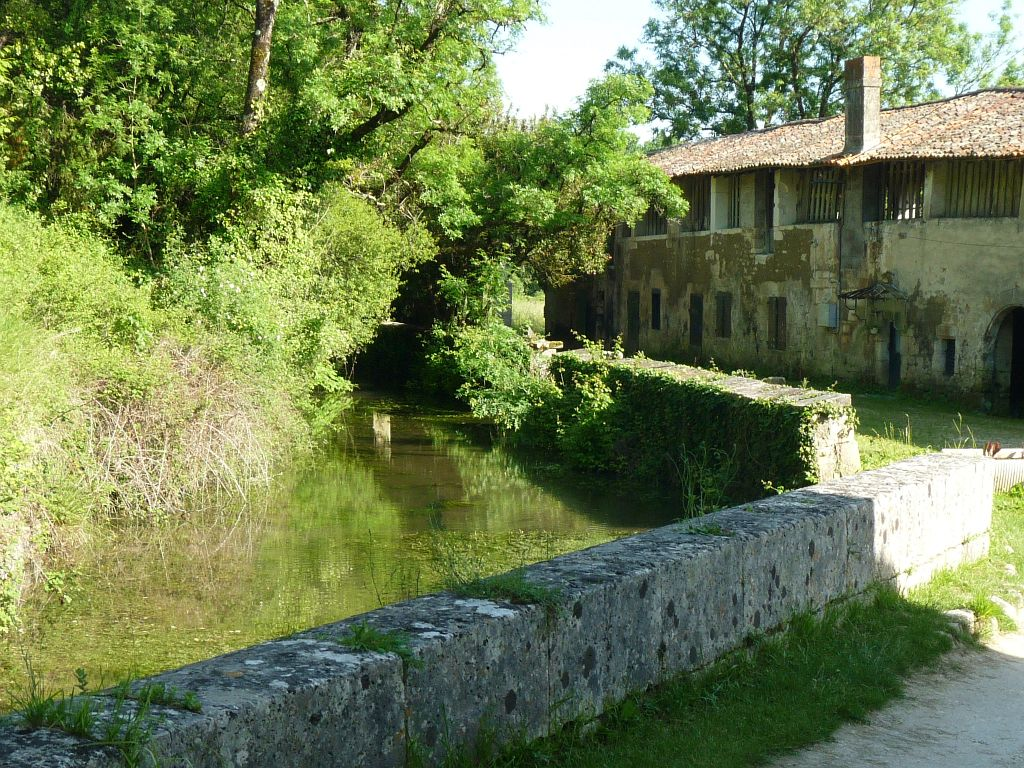
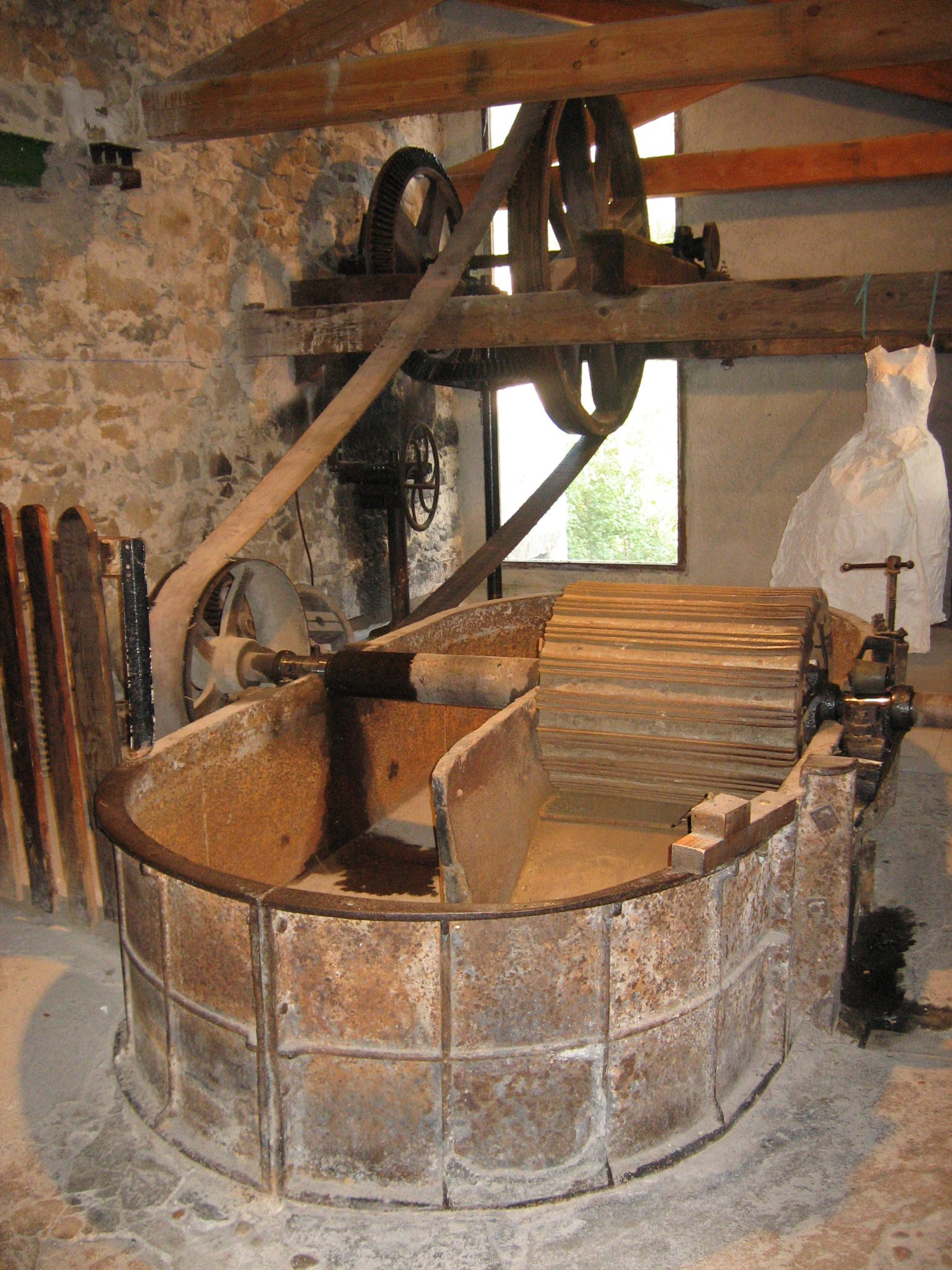

### Международный фестиваль рисованных историй
В 1974 году в Ангулеме состоялся первый салон комиксов, организованный Франсисом Гру (фр. Francis Groux), Жаном Мардикяном (фр. Jean Mardikian) и Клодом Молитерни (фр. Claude Moliterni). Идея организовать фестиваль появилась в 1973 году, когда они побывали на фестивале комиксов в итальянском городе Лукку. Вначале фестиваль носил имя Международного салона рисованных историй. Первый фестиваль посетили Марсель Готлиб, Харви Курцман, Арт Шпигельман, Андре Франкен. Фестиваль прошел в январе 1974 года и собрал 10 000 посетителей. Так фестиваль решили проводить ежегодно.

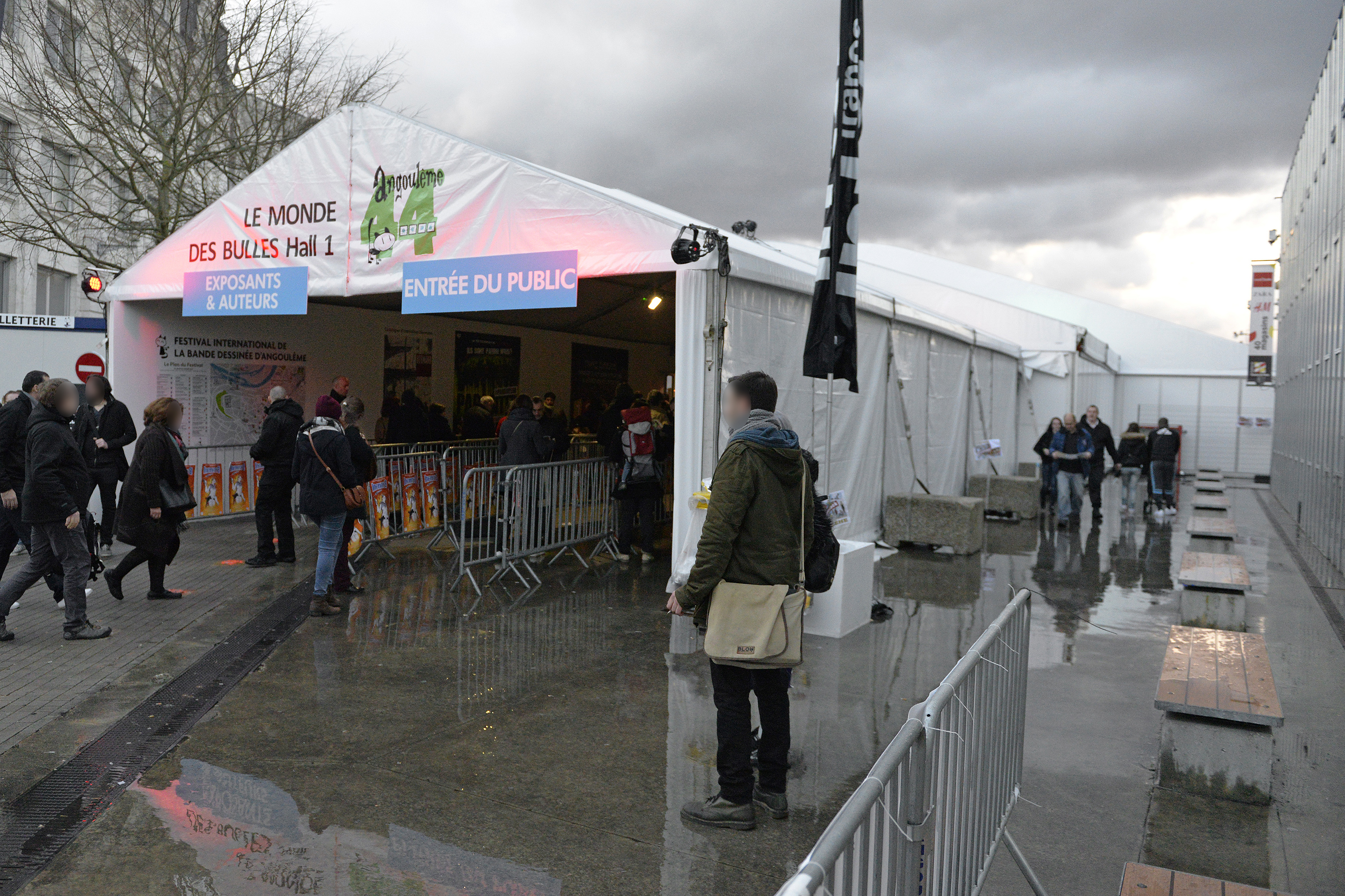
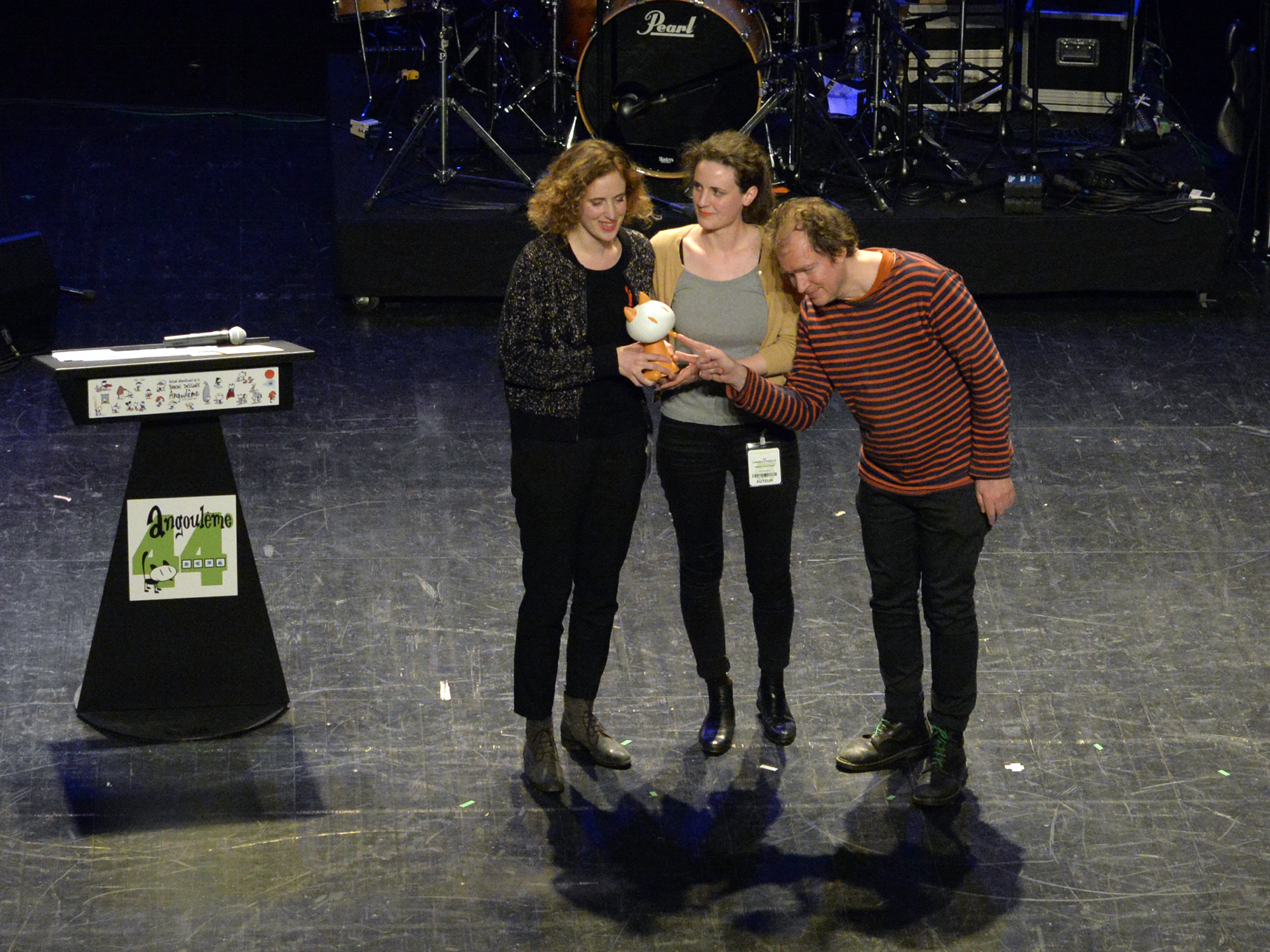
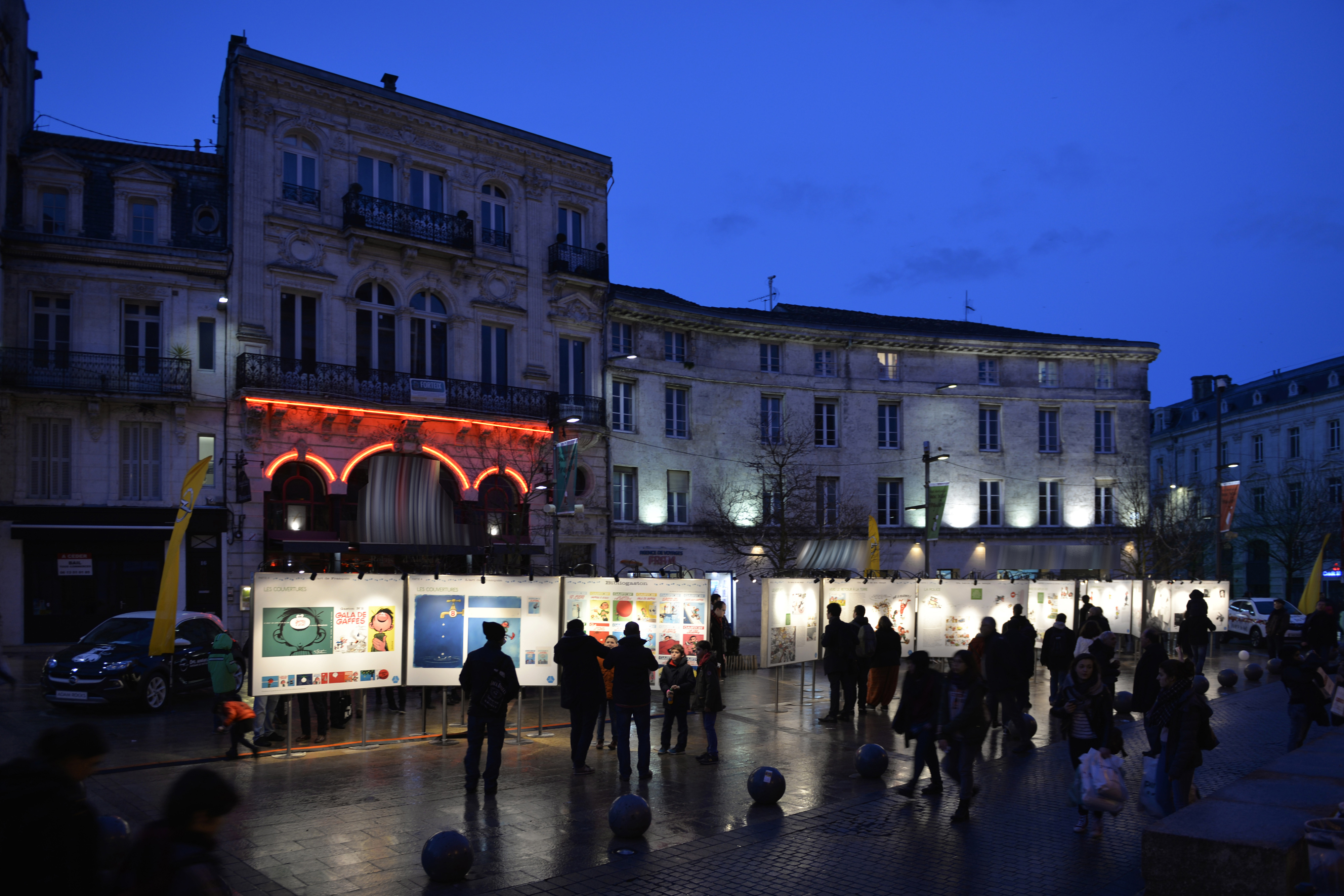
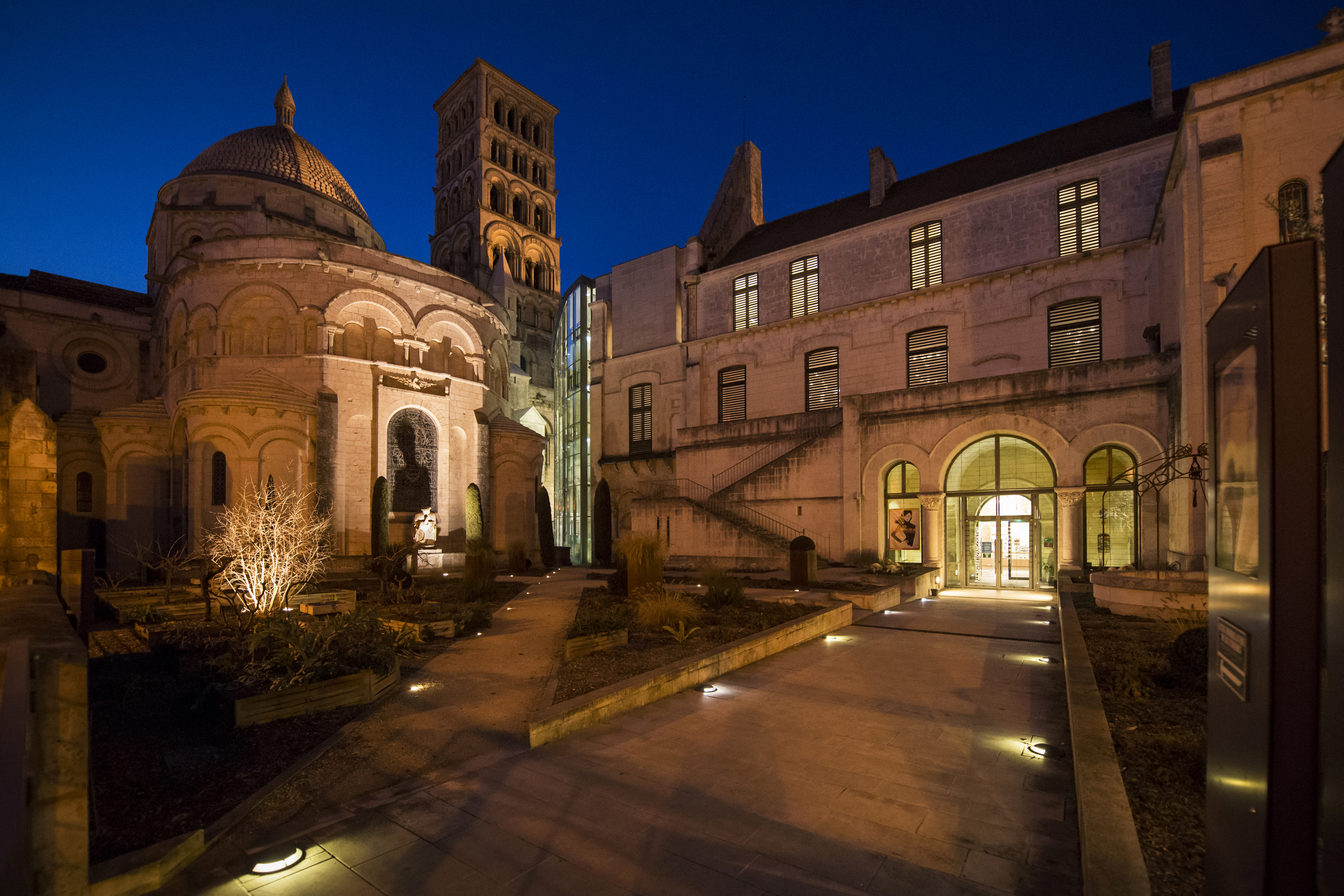
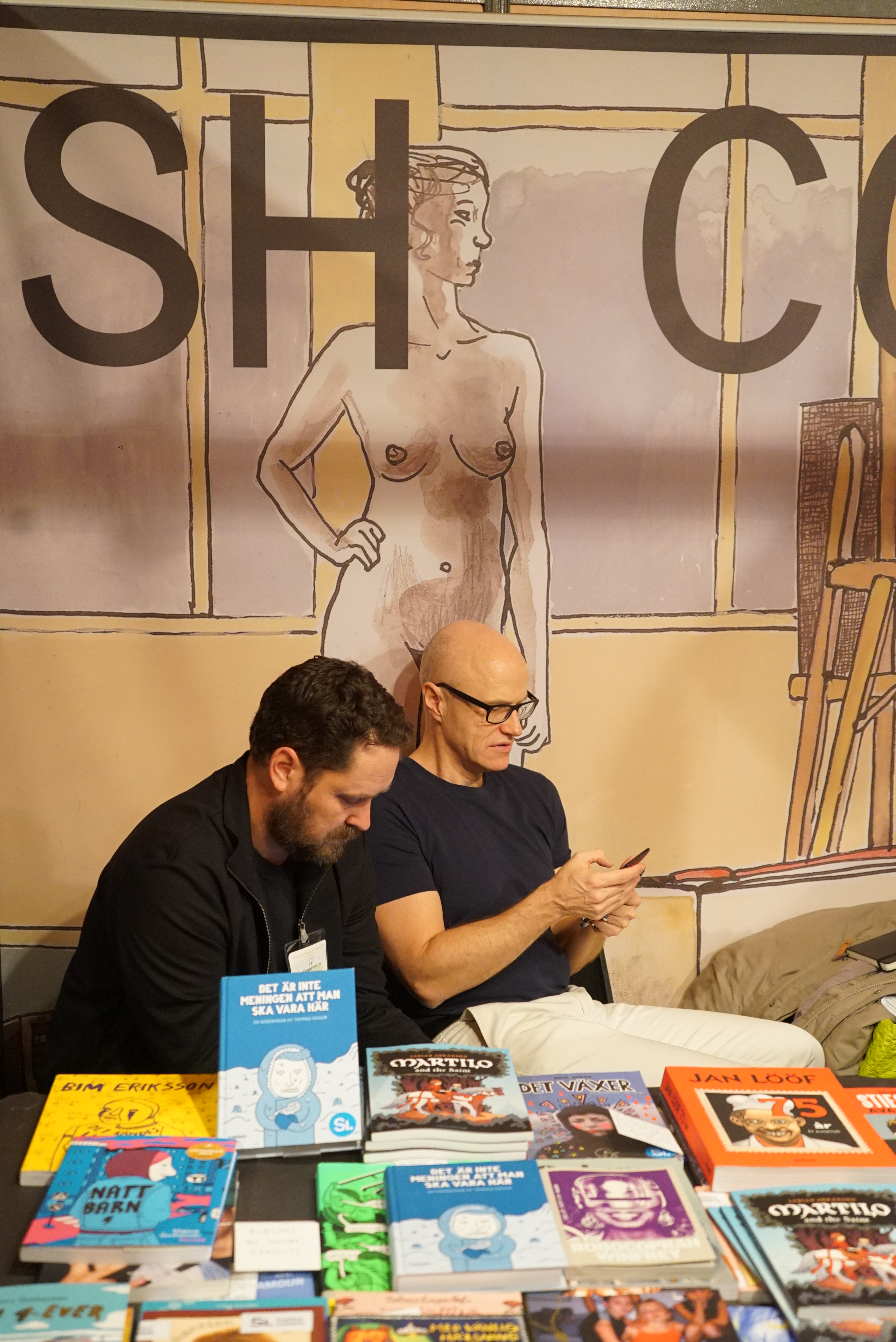
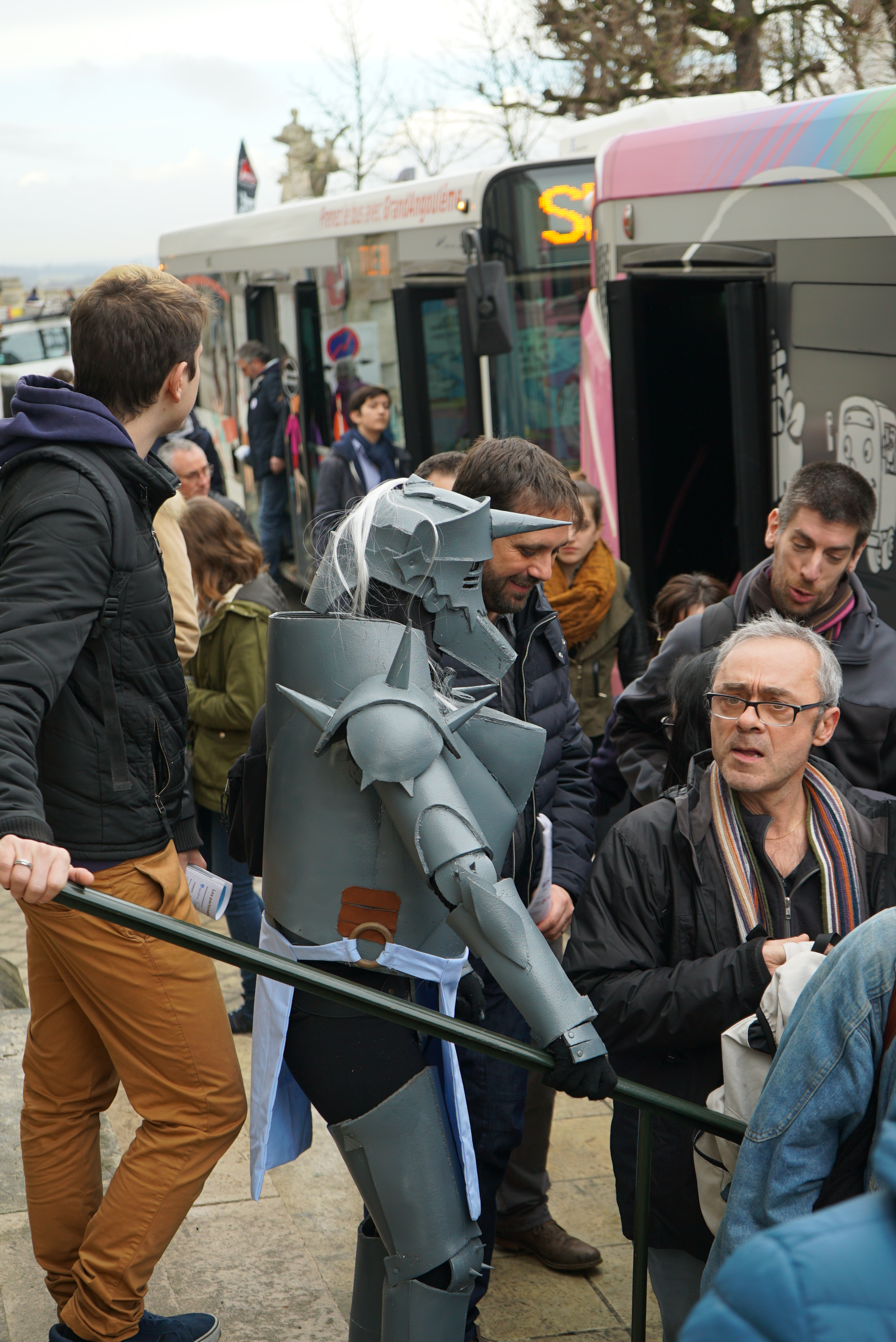

В 2019 году состоялся 46-й Международный фестиваль рисованных историй. Он проходил с 24 по 27 января. Фестиваль посетили министр культуры Франк Ристер, министр национального образования и по делам молодёжи Франции Жак-Мишель Бланке. Во время фестиваля были открыты новые статуи мэром города и директором железнодорожного вокзала. Эти статуи олицетворяли героев европейских комиксов. На время фестиваля в город съезжаются почитатели комиксов, манга, разных рисованных историй. В 2019 году программу фестиваля демонстрировали на 25 площадках — в павильонах, зданиях, в галереях, кафе, мэрии и на городском рынке. Всего насчитывается около 20 площадок. Среди гостей фестиваля было более 300 издателей комиксов. Фестиваль 2019 года был посвящен 60-летию создания комикса «Астерикс», авторами которого были Альбер Удерзо и Рене Госинни. А «Бэтмену» исполнилось 80 лет. Во время фестиваля в городе работало 12 крупных выставок. Главный приз фестиваля «За вклад в искусство рисованных историй» получила художница из Японии Такахаси Румико. Следующий фестиваль состоится в феврале 2020 года.

### Международный городок комикса и изображения
«Международный городок комикса и изображения» (фр. La Cité internationale de la bande dessinée et de l’image) — общественный центр, созданный в 2008 году в городе Ангулеме. В структуру этого центра входят учреждения: Дом автора, который был создан в 2002 году, Музей рисованных историй, создание которого датируется 1990 годом и Библиотека. Музей рисованных историй входит в состав общества «Музеи Франции». В его архивах хранится около 8 тысяч оригинальных страниц и многие вещи, связанные с комиксом. Есть Информационный центр, книжный магазин, в котором несколько тысяч разных позиций. Здание было спроектировано Роланом Кастро, его называют «Кораблём Мёбиуса». Здесь также есть кинозал, публичная библиотека и места для проведения выставок. Библиотека рисованных историй и изображений открылась в 1990 году, в одно время с музеем. Здесь собрана многочисленная французская продукция и часть продукции других европейских стран. В основном, в ней собраны рисованные истории. Библиотека занимается сохранением национального наследия. С 2005 года, благодаря сотрудничеству с Национальной библиотекой Франции, библиотека пополняется зарубежными изданиями.

## Экономика
В современном Ангулеме продолжают действовать бумажные и полиграфические предприятия, в том числе фабрики сигаретной бумаги Rizla и Le Nil (сейчас — музей бумаги, потому что производство бумаги в городе пришло в упадок).
Рядом с городом протекает река Тувр, устье которой находится в Рюэле. У истока находится форелевый промысел, а насосная станция обеспечивает потребности Ангулема в питьевой воде. Большинство бумажных фабрик расположено на берегах водотоков в окрестностях города. Картон для упаковки, а также тонкий пергамент производятся на фабриках города в большом количестве.

## Фестивали
Современный Ангулем известен как «город фестивалей»:
- С 1974 года в Ангулеме проводится ежегодный фестиваль комиксов (Festival International de la Bande Dessinée d’Angoulême), ставший главным событием этого жанра в Европе.
- С 1997 года, в конце августа, проводится ежегодный представительный кинофестиваль франкофонных фильмов.
- С 1998 года проводится ежегодный фестиваль анимационного кино (FITA, Forum International des Technologies de l’Animation).
- В декабре, мае и октябре проводятся фестивали гастрономии и музыки.
- Ежегодно, в середине сентября, по исторической трассе в центре города проходят кольцевые автогонки на классических довоенных автомобилях.

## Города-побратимы
Ангулем имеет отношения со следующими городами:
- Хильдесхайм (нем. Hildesheim, н.-нем. Hilmessen), Германия;
- Сагеней (фр. Ville de Saguenay), провинция Квебек, Канада;
- Витория-Гастейс (баск. Gasteiz, исп. Vitoria), Испания;
- Хоффман-Эстейтс (англ. Hoffman Estates), штат Иллинойс, США;
- Сегу (фр. Ségou), Мали;
- Бери (англ. Bury), графство Большой Манчестер, Англия;
- Геленджик, Россия;
- Чавес (порт. Chaves), Португалия.

## Интересные факты
Ангулем многократно упоминается в произведении Оноре де Бальзака «Утраченные иллюзии». Так, например, подробно описаны жизнедеятельность и махинации типографий, нравы жителей высшего и низшего света, судебные производства, и т. д.